# Gregory Peck
Gregory Peck, celým jménem Eldred Gregory Peck (5. dubna 1916 La Jolla, Kalifornie – 12. června 2003 Los Angeles, Kalifornie) byl americký herec, držitel Oscara a jedna z nejpopulárnějších filmových hvězd 40. až 60. let 20. století.
Po studiu na konzervatoři Neighborhood Playhouse u Sanforda Meisnera začal Peck vystupovat v divadelních představeních, účinkoval ve více než padesáti divadelních hrách a třech broadwayských inscenacích. První úspěch u kritiky zaznamenal ve filmu The Keys of the Kingdom (1944), dramatu režírovaném Johnem M. Stahlem, který mu vynesl první nominaci na Oscara. Hrál také v řadě úspěšných filmů, například v romantickém dramatu The Valley of Decision (1944), ve filmu Alfreda Hitchcocka Rozdvojená duše (1945) a v rodinném snímku The Yearling (1946). Na konci 40. let se setkal s vlažnějšími komerčními ohlasy, když účinkoval ve filmech jako Případ Paradineová (1947) a The Great Sinner (1948). Celosvětového uznání dosáhl Peck v 50. a 60. letech, kdy se objevil v rychlém sledu ve filmové adaptaci Captain Horatio Hornblower R.N. (1951) na motivy románů C. S. Forestera s ústřední postavou Horatiem Hornblowerem a v biblickém dramatu David a Batšeba (1951). Po boku Avy Gardnerové si zahrál ve filmu Sněhy Kilimandžára (1952) a s Audrey Hepburnovou se pak objevil ve filmu Prázdniny v Římě (1953), za ten získal Zlatý glóbus.
Mezi další významné filmy, v nichž se objevil, patří Bílá velryba (1956), Děla z Navarone (1961), Mys hrůzy (1962), Přichází Satan! (1976) a Hoši z Brazílie (1978). Během své kariéry často ztvárňoval protagonisty s morálními zásadami. Džentlemanská dohoda (1947) se soustředila na téma antisemitismu, zatímco Peckova postava ve filmu Přímo nad hlavou (1949) se zabývala problematikou posttraumatické stresové poruchy z období druhé světové války. Za roli Atticuse Finche ve filmu Jako zabít ptáčka (1962), což byla adaptace stejnojmenné moderní klasiky zabývající se problematikou rasové nerovnosti, získal Oscara za nejlepší mužský herecký výkon. Za něj se mu posléze dostalo všeobecného uznání. V roce 1983 si zahrál po boku Christophera Plummera ve filmu Šarlatový a černý jakožto Hugh O'Flaherty, katolický kněz, který za druhé světové války zachránil v Římě tisíce uprchlých spojeneckých válečných zajatců a Židů.
Peck byl také aktivní také v politice, v roce 1947 napříkad kritizoval činnost Výboru pro neamerickou činnost Sněmovny reprezentantů Spojených států a například prezident Richard Nixon ho vysloveně považoval za svého politického oponenta. Naproti tomu prezident Lyndon B. Johnson Pecka v roce 1969 vyznamenal Prezidentskou medailí svobody za jeho celoživotní humanitární úsilí. Peck zemřel ve spánku na bronchopneumonii ve věku 87 let. V roce 1999 jej Americký filmový institut zařadil mezi 25 největších mužských hvězd klasické hollywoodské kinematografie.

## Mladá léta
Eldred Gregory Peck se narodil 5. dubna 1916 ve čtvrti La Jolla v kalifornském San Diegu matce Bernice Mae „Bunny“ (rozené Ayresové; 1894–1992) a otci Gregorymu Pearl Peckovi (1886–1962), lékárníkovi a chemikovi narozenému v Rochesteru ve státě New York. Jeho otec byl anglického a irského původu a matka měla anglické a skotské předky. Rozhodla se konvertovat k náboženství svého manžela, tedy ke katolicismu, a Peck byl jako katolík i vychováván. Prostřednictvím své babičky z otcovy strany, Catherine Asheové (1864–1926), narozené v Irsku, byl Peck příbuzným Thomase Ashe (1885–1917), který se necelé tři týdny po Peckově narození zúčastnil Velikonočního povstání a v roce 1917 zemřel při nuceném hladovění.

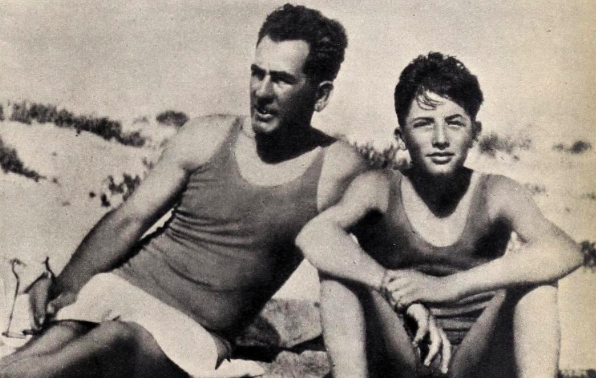
Peck (vpravo) se svým otcem cca 1930

Peckovi rodiče se rozvedli, když mu bylo pět let, a poté ho vychovávala babička z matčiny strany, s níž každý týden navštěvoval kino. V deseti letech byl poslán na katolickou vojenskou školu, konkrétně Vojenskou akademii svatého Jana v Los Angeles. Během studií na této škole mu ovšem babička zemřela a ve svých 14 letech se tedy v důsledku toho přestěhoval zpět do San Diega ke svému otci. Zde navštěvoval střední školu a po maturitě v roce 1934 se zapsal na jeden rok na San Diego State Teacher's College (nyní známá jako San Diego State University). Tam se stal členem atletického týmu, absolvoval své první lekce divadla a veřejného projevu a stal se členem univerzitního bratrstva Epsilon Eta. Měl ambice stát se lékařem a později přestoupil na Kalifornskou univerzitu v Berkeley, kde studoval angličtinu a medicínu. Měřil 1,91 m a vesloval v univerzitní posádce. Přestože školné činilo pouhých 26 dolarů ročně, měl Peck neustálé problémy s jeho hrazením a proto alespoň výměnou za stravu přijal práci pomocníka v kuchyni.
Na Berkeleyské si Peck svým hlubokým, dobře posazeným hlasem získal pozornost a po účasti na kurzu veřejného vystupování se rozhodl zkusit též herectví. Podporoval ho herecký lektor, který v něm viděl ideální materiál pro univerzitní divadlo, načež se Peck o herectví začal stále více zajímat. Zájem o něj projevil Edwin Duerr, ředitel univerzitního tzv. „Malého divadla“, a během posledního ročníku se Peck objevil v pěti hrách, mimo jiné jako Starbuck v Bílé velrybě. Peck později o svém působení na Berkeley řekl: „Byla to pro mě velmi zvláštní zkušenost a tři z nejlepších let mého života. Probudilo mě to a udělalo ze mě člověka“. V roce 1996 věnoval na počest svého trenéra, slavného Ky Ebrighta, veslařské posádce v Berkeley částku 25 000 dolarů.

## Kariéra

### Začátky a divadelní role (1939–1943)
Peckovi se univerzitu nepodařilo řádně dokončit, chybělo mu totiž splnění jednoho z předmětů. Když se ho přátelé z univerzity v obavách o jeho budoucnost dotázali, jak hodlá pokračovat bez titulu, odvětil jim: „Mám vše, co z univerzity potřebuji“. Peck přestal používat jméno „Eldred“ a vydal se do New Yorku studovat na Neighborhood Playhouse k věhlasnému učiteli herectví Sanfordu Meisnerovi. Peck byl často bez peněz a občas proto i přespával v Central Parku. V roce 1939 pracoval na Světové výstavě jako lakýrník nebo v Rockefellerově centru jako turistický průvodce pro televizi NBC a Radio City Music Hall. Věnoval se modelingu a v roce 1940 začal pracovat výměnou za jídlo v divadle Barter Theatre v Abingdonu ve Virginii. Zde účinkoval v pěti hrách, včetně Family Portrait a On Earth As It Is.
Jeho jevištní kariéra začala v roce 1941, kdy hrál osobu tajemníka v inscenaci hry George Bernarda Shawa The Doctor's Dilemma od producentky Katharine Cornellové. Hra měla premiéru v San Francisku pouhý týden před útokem na Pearl Harbor. V roce 1942 debutoval na Broadwayi hlavní rolí ve hře The Morning Star Emlyna Williamse. Druhé broadwayské představení toho roku odehrál ve hře The Willow and I s Edwardem Pawleym. Peckovy herecké schopnosti byly během druhé světové války velmi žádané, protože byl díky zranění zad zproštěn vojenské služby. Zranění utrpěl při lekcích tance a pohybu u Marthy Grahamové. Společnost 20th Century Studios později tvrdila, že si záda poranil při veslování na univerzitě, což ovšem Peck uvedl na pravou míru slovy: „V Hollywoodu si asi mysleli, že hodiny tance nejsou dost mačistické“. Celé roky jsem se snažil tu historku uvést na pravou míru.“ Peck hrál celkem v 50 hrách, včetně tří krátkých broadwayských inscenací, několika kočovných scén a letních divadel.

### Rychlý úspěch ukritiky idiváků (1944–1946)

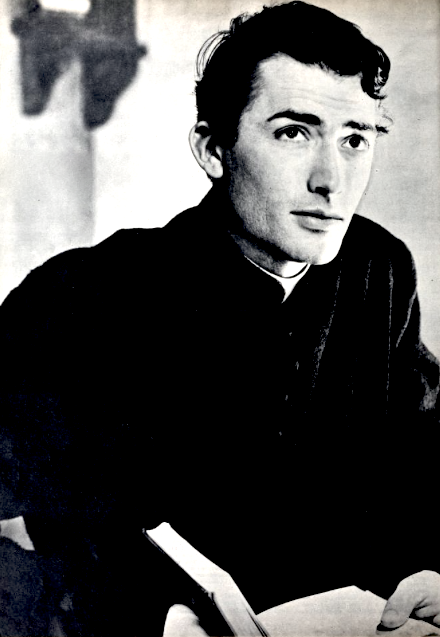
Peck ve svém filmovém debutu Dny slávy (1944)

Filmový historik David Thomson napsal: „Od svého debutu byl Peck vždy hvězdou a málokdy měl menší než kasovní úspěch“. Poté, co si získal uznání na divadelních prknech, dostal Peck první filmovou roli, a to sice hlavní mužskou roli ve válečné romanci Dny slávy (1944) režiséra Jacquese Tourneura. Po boku se mu zde objevila Tamara Toumanová, baletka ruského původu. Peck ztvárnil vůdce ruských partyzánů, kteří v roce 1941 kladli odpor Němcům a během bojů potkali krásnou ruskou tanečnici (Toumanová), která byla vyslána, aby ruské vojáky bavila. Ti se jí ujali a přijali ji do své skupiny. Během natáčení filmu musel Tourneur dle svých slov „odnaučit“ Pecka jeho divadelním zvyklostem, kvůli nimž mluvil formálně a velice hlasitě, aby mu bylo dostatečně rozumět v celém sálu. Peck považoval svůj výkon ve filmu za značně amatérský a po uvedení filmu do kin se na něj nechtěl dívat. Film prodělával, rychle zmizel z kin a kritika ho do jisté míry zavrhla.
V době uvedení filmu jej kritik Bosley Crowther z deníku The New York Times hodnotil jako „pomalu plynoucí a mnohomluvný a dodal, že Peckovo herectví je zkostnatělé“. Filmový historik Barry Monush byl smířlivější, když napsal: „Peckova hvězdná síla byla patrná od samého začátku“. Po uvedení filmu si Peck získal pozornost producentů, ale práci pro studio na plný úvazek se rozhodl zůstat na volné noze s možností výběru rolí a podepsal nevýhradní smlouvy se čtyřmi studii, včetně neobvyklé dvojí smlouvy s 20th Century Fox a zároveň producentem filmu Jih proti Severu Davidem O. Selznickem.
V druhém filmu The Keys of the Kingdom (1944) se Peck představil jako osmdesátiletý římskokatolický kněz, který se ohlíží zpět za svými skutky během uplynulého půlstoletí, které strávil jako odhodlaný a obětavý misionář v Číně. Film zobrazuje jeho postavu stárnoucí od dvaceti do osmdesáti let a Peck se objevuje téměř v každé jeho scéně. Film byl nominován na čtyři Oscary, včetně Oscara za nejlepší mužský herecký výkon, což pro Pecka znamenalo první takovou nominaci. Přestože film skončil v roce 1944 v severoamerických tržbách až na 27. místě, Jay Carr z Turner Classic Movies Peckův výkon označil za průlomový, a spisovatel Patrick McGilligan tvrdil, že jej doslova „katapultoval ke hvězdám“. Výkon samotného Pecka byl v době uvedení filmu do kin chválen jak časopisem Variety, tak i deníkem The New York Times, recenze samotného filmu však byly smíšené. The Radio Times film označily za „dlouhý, upovídaný a poněkud nedramatický snímek“, ale uznaly, že „jeho úspěch zachránil Peckovu kariéru“. Craig Butler z AllMovie o Peckovi uvádí, že „podává strhující výkon, plný jeho obvyklé tiché důstojnosti a inteligence, okořeněný tvrdohlavostí a vnitřním ohněm, díky nimž postava skutečně ožívá“.
Ve filmu The Valley of Decision (1944), romantickém dramatu o prolínání společenských vrstev, hraje Peck nejstaršího syna bohatého majitele ocelárny v Pittsburghu 70. let 19. století, který prožije románek s jednou z rodinných služebných v podání Greer Garsonové. Garsonová byla díky této své roli nominována na Oscara za nejlepší ženský herecký výkon. Recenze filmu z per deníku The New York Times a Variety vyznívaly poměrně pozitivní a Peckův výkon byl popsán jako velkolepý. Film se stal nejvýdělečnějším severoamerickým filmem roku 1945.
Peckův další film byl prvním ze dvojice, která vznikla v rámci spolupráce s režisérem Alfredem Hitchcockem. Prvním byl napínavý romantický snímek Rozdvojená duše (1945), v němž vystupoval s Ingrid Bergmanovou. Peck zde představuje nového ředitele ústavu pro duševně choré, o němž vyjde najevo, že je někdo jiný, než kdo si myslí, že je. Postava Bergmanové zde pracuje jako psychoanalytik, přičemž jeho amnézie a znepokojivé vize jí naznačují, že by mohl být ve skutečnosti vrahem. O Peckovi a Hitchcockovi se říká, že měli srdečný, ale zároveň chladný vztah. Hitchock původně doufal, že hlavní mužskou roli ztvární Cary Grant. Peck později prohlásil, že si při první spolupráci s Hitchcockem o sobě myslel, že je příliš mladý, a že režisérův nezájem o motivaci jeho postavy, jím otřásl. Peckovi to ale s jeho filmovou partnerkou Bergmanovou fungovalo dobře, herci spolu v té době totiž udržovali milostný vztah.

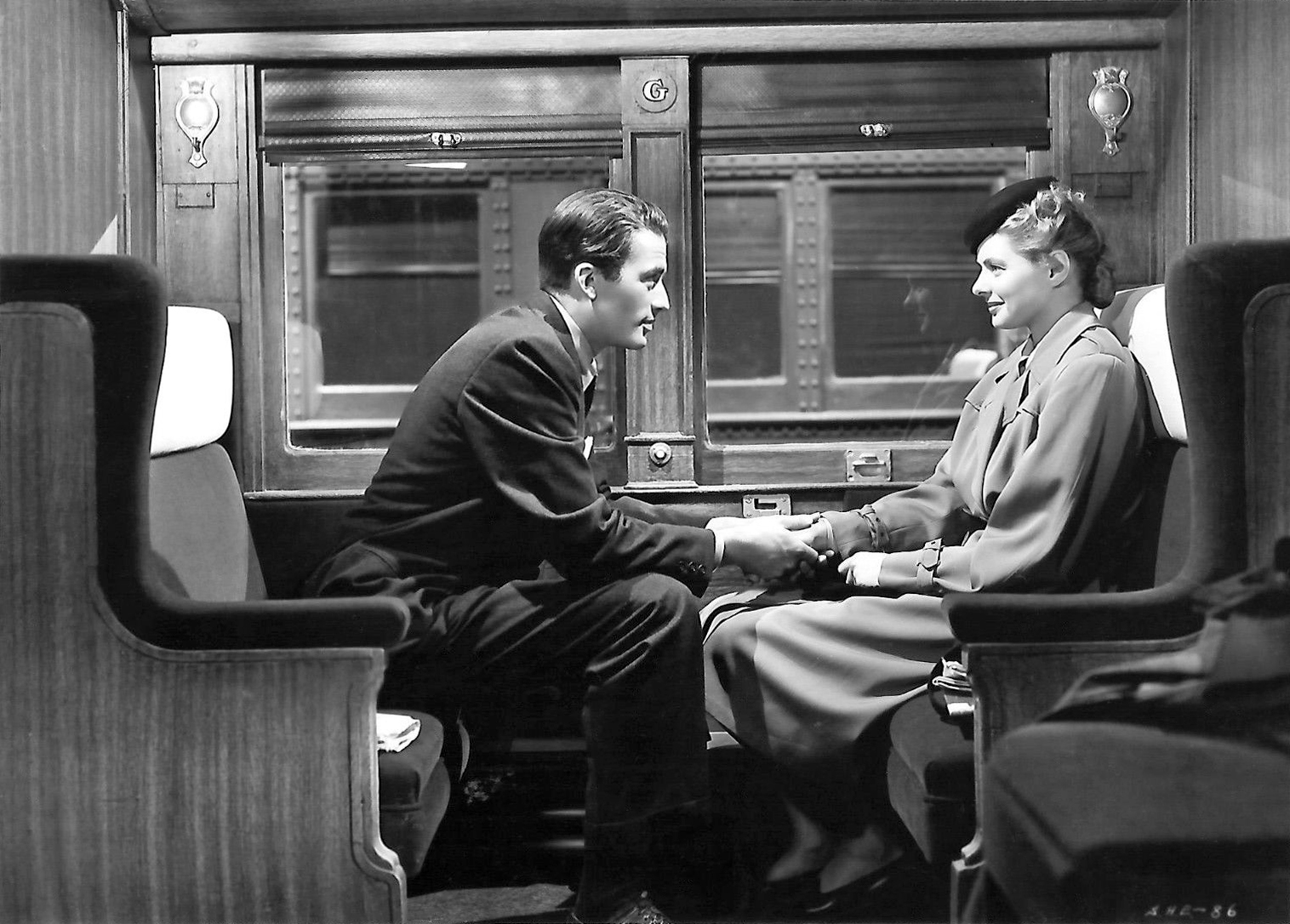
Peck spolu s Ingrid Bergmanovou ve snímku Rozdvojená duše (1945)

Film Rozdvojená duše, který byl uveden koncem roku 1945, se stal hitem a v roce 1946 se umístil na třetím místě nejúspěšnějších filmů. Byl tehdejší kritikou přijat stejně dobře jako Peckův výkon. Bosley Crowther z The New York Times film chválil a uvedl, že Peckův výkon „zdrženlivý a rafinovaný, je přesně tím správným protikladem k vytříbené roli Bergmanové“; Frank Miller z Turner Classic Movies napsal, že film byl pokračováním Peckovy proměny v hollywoodskou hvězdu a dokonce i ve „významný sexuální symbol“. Producent David O. Selznick poznamenal, že během předpremiérových zkoušek filmu reagovaly divačky na výskyt byť jen Peckova jména během úvodních titulků značně bouřlivě, a uvedl, že během několika jeho prvních scén musely být divačky opakovaně okřikovány, aby se ztišily. Film Rozdvojená duše byl nominován na šest Oscarů včetně ceny za nejlepší film, ačkoli do desítky nejlepších filmů roku podle National Board of Review se nedostal.
Film The Yearling (1946) popisuje příběh dobrosrdečného otce (Peck) a jeho ženy (Jane Wymanová), jejichž syn najde na Floridě v 70. letech 19. století třídenní srnče a trvá na jeho záchraně. Recenze po uvedení do kin byly velmi pozitivní a Bosley Crowther jej hodnotil jako film, který „poskytuje bohaté zadostiučinění, jakého dosáhne jen málokterý film“. The Yearling byl kasovně úspěšný, skončil na devátém místě v žebříčku návštěvnosti kin v roce 1947 a získal šest nominací na Oscara, včetně té za nejlepšího herce. Peck za svůj výkon získal Zlatý glóbus pro nejlepšího herce. Film se setkal s chválou kritiky i v dalších desetiletích, kdy například Barry Monush napsal, že se „jedná o jeden z nejlépe natočených a nejoblíbenějších rodinných filmů své doby“.
Peck přijal svou první typově „protichůdnou“ roli krutého, amorálního kovboje ve westernové telenovele Souboj na slunci (1946). V něm se v hlavní roli objevila Jennifer Jonesová jako provokativní svůdnice, objekt Peckovy lásky, zloby a touhy. Jejich vzájemnou chemii popisuje filmový historik David Thomson jako „neustálý souboj smyslnosti na ostří nože“. Ve filmu se objevil také Joseph Cotten v roli Peckova spravedlivě smýšlejícího nevlastního bratra a zároveň konkurenta v boji o náklonnost „žhavé, sexuchtivé“ Jonesové. Kvůli své sexuálně explicitní povaze byl film často kritizován a v některých městech dokonce zakázán. Producenti na erotičnu filmu Souboj na slunci založili jednu z největších filmových reklamních kampaní v dějinách, a použili novou taktiku, když film uvedli ve stovkách kin po celých Spojených státech najednou. Tím došlo k velkému nasycení trhu ve městech, kde byl film uveden, a film se stal druhým nejvýdělečnějším filmem roku 1947 i čtyřicátých let jako takových. „Chtíč v prachu“, jak se filmu přezdívalo, se ale dočkal převážně negativních odborných recenzí, když například Bosley Crowther napsal, že „výkony jsou podivně nevyrovnané“, ačkoli Jonesová získala i navzdory tomu nominaci na Oscara za nejlepší ženský herecký výkon. Názory na Peckův výkon byly rozpolcené.,}} such as Bosley Crowther writing that „performances are strangely uneven“,

### Úspěchy u kritiky a komerční neúspěchy (1947–1949)
V roce 1947 Peck spolu s Melem Ferrerem a Dorothy McGuirovou založil divadlo La Jolla Playhouse ve svém rodišti. Tato letní společnost uváděla v letech 1947–1964 představení v aule střední školy v La Jolle. V roce 1983 bylo divadlo La Jolla Playhouse znovu otevřeno v novém sídle na Kalifornské univerzitě v San Diegu, kde působí až do současnosti. Od svého vzniku přitahuje hollywoodské filmové hvězdy, které jej navštěvují během natáčecích přestávek.
Dalším Peckovým filmem bylo rozpočtově skromné milostné drama The Macomber Affair (1947), v němž ztvárnil průvodce na loveckém výletě, který provází manželský pár během cesty po Africe. Během výletu se však manželka, kterou hrála Joan Bennettová, do Pecka zamiluje, manžel je zastřelen a nově vzniknuvší milostný pár se pak snaží zbavit manželova těla. Peck se na vývoji filmu velmi aktivně podílel, mimo jiné doporučil režiséra Zoltana Kordu. Film získal pozitivní recenze, ale při uvedení do kin byl veřejností většinou přehlížen, což ho podle pozdějších slov zklamalo.

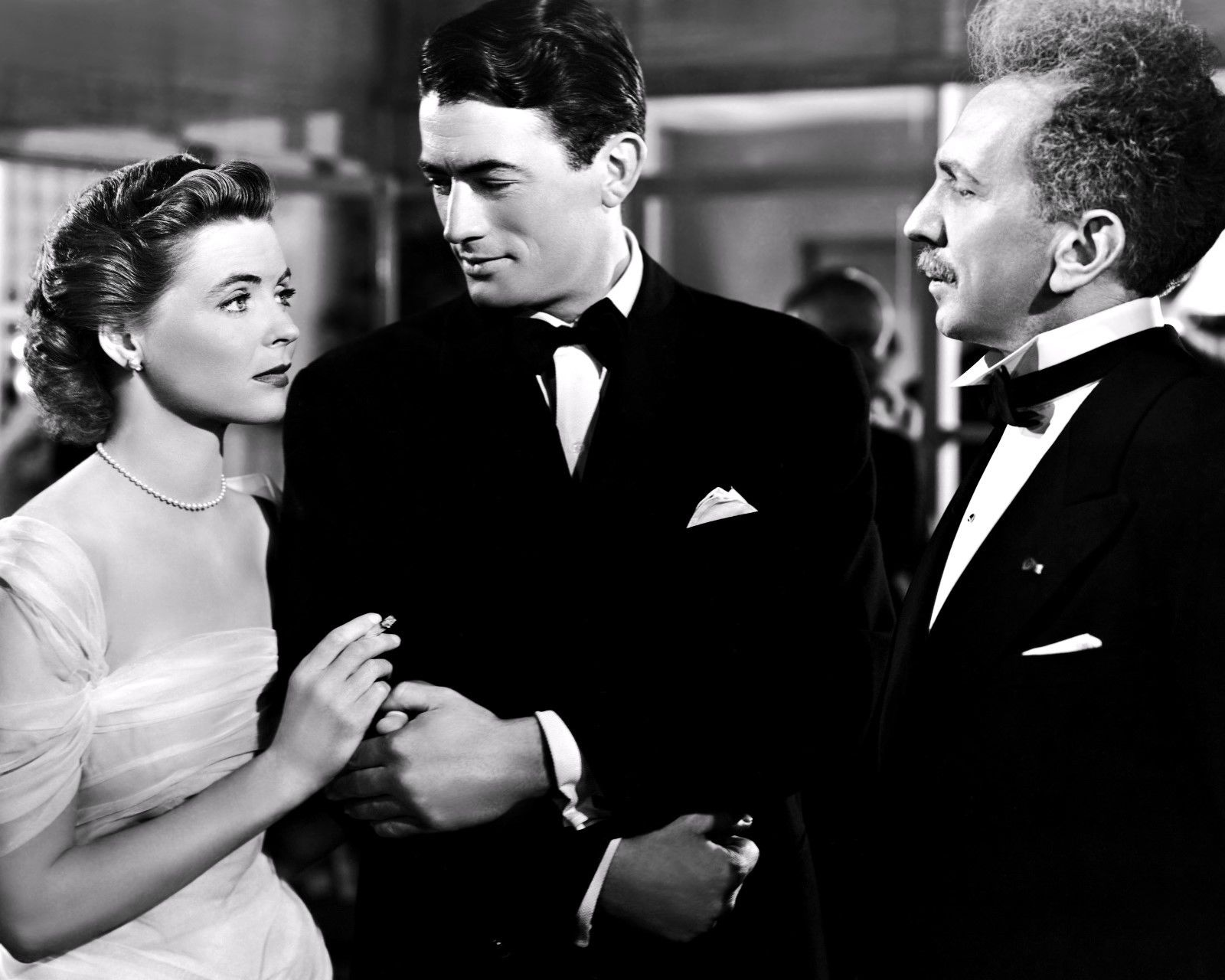
Peck se spoluherci Dorothy McGuire a Sam Jaffe ve snímku Džentlemanská dohoda (1947)

V listopadu 1947 byl do kin uveden další Peckův film, přelomový snímek Džentlemanská dohoda režiséra Elii Kazana, který byl okamžitě prohlášen za „první velký útok Hollywoodu na antisemitismus“. Ve filmu natočeném podle knižní předlohy ztvárnil Peck spisovatele newyorského časopisu, který předstírá, že je Žid, aby mohl na vlastní kůži zakusit nepřátelství fanatiků. Film byl nominován na osm Oscarů, včetně Pecka za nejlepšího herce, nominace proměnil dvě a to v kategoriích nejlepší film a nejlepší režie. Stal se druhým nejvýdělečnějším filmem roku 1948. Peck v pozdějších letech uváděl, že na tento film je obzvláště pyšný. Po uvedení do kin byla Džentlemanská dohoda široce chválena pro svou odvahu i kvalitu, Peckův výkon byl mnoha kritiky jak při uvedení, tak v posledních letech označován za velmi přesvědčivý. V posledních desetiletích kritici vyjadřovali rozdílné názory na Peckovo ztvárnění, na kvalitu filmu podle moderních měřítek a na účinnost filmu při řešení problematiky antisemitismu, přičemž filmový publicista Matt Bailey napsal: „Džentlemanská dohoda možná byla ve své době důležitým filmem, ale nikdy nebyla filmem dobrým“.
Další tři Peckovy filmy byly komerčním neúspěchem. Případ Paradineová (1947) byl jeho druhým a zároveň posledním filmem natočeným s Hitchcockem. Když producent David O. Selznick trval na obsazení Pecka do filmu, Hitchcock se obával a pochyboval, zda Peck dokáže správně ztvárnit postavu anglického právníka. V pozdějších letech Peck o natáčení tohoto filmu, který byl uveden v roce 1947, nemluvil příliš rád. Případ Paradineová bylo soudním dramatem z britského prostředí, v němž se obhájce zamiluje do své klientky. Měl mezinárodní obsazení včetně Charlese Laughtona, Ethel Barrymoreové a Alidy Valliové v roli obviněné. Film získal pozitivní recenze, z nichž mnohé chválily Peckův výkon, ale veřejnost film celkově hodnotila špatně a vrátila se mu jen polovina z produkčních nákladů ve výši 4,2 milionu dolarů. V posledních desetiletích film kritizovala většina významných autorů, ačkoli herectví samotného Pecka kritici vesměs oceňovali. Spisovatelé Paul Condon a Jim Sangster uvedli, že „Peck je zranitelný, ale věrohodný v roli, která vyžaduje značnou jemnost, aby si udržel divákovu pozornost a zájem“.

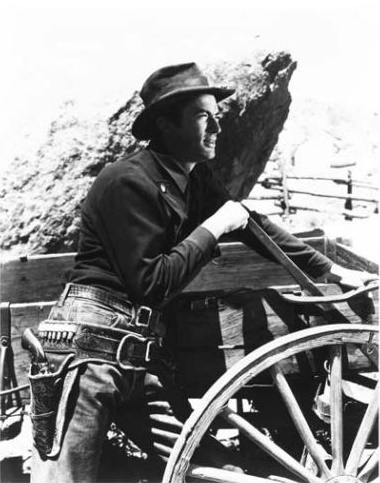
Peck ve filmu Žluté nebe (1949)

Ve westernu Žluté nebe (1948) se Peck se dělil o hlavní roli s Anne Baxterovou. Odehrává se v prostředí města duchů, v němž Peckova skupina bankovních lupičů hledá útočiště a vedle zlata zde nalézá i bodrou hochštaplerku Baxterovou doprovázenou jejím dědečkem. Peck postupně projevuje o postavu Baxterové milostný zájem, ta na oplátku jako by znovu objevila svou ženskost a jeho zájem pak opětuje. Kritici, kteří komentovali Peckův výkon, ho považovali za solidní ale i za mírně neuvěřitelný a film se dočkal jen průměrných tržeb. O rok později se Peck spojil s Avou Gardnerovou v prvním ze tří společných filmů ve snímku The Great Sinner (1949), dobovém romantickém dramatu. Jistý ruský spisovatel (Peck) se v něm stane závislým na hazardu, zatímco pomáhá Gardnerové a jejímu otci splácet dluhy. Peck se nakonec s Gardnerovou velmi spřátelil a později ji prohlásil za svou nejoblíbenější hereckou kolegyni. Jejich přátelství trvalo až do konce života Gardnerové a po její smrti v roce 1990 se Peck ujal její hospodyně i jejího psa. Film se dočkal nepříznivých recenzí, které ho obvykle popisovaly jako nudný, a veřejnost nezaujal, takže se stal komerčním zklamáním. V moderní době se film setkal se smíšenými recenzemi, ale TV Guide tvrdí, že „tento často strhující film“ má silné herecké výkony, že „Peck je ve svém ztvárnění silný“. Peck sice účinkování v tomto filmu, posledního v rámci smlouvy s MGM, zpočátku odmítal, nakonec ale souhlasil. Učinil tak jako projev laskavosti vůči šéfovi produkce tohoto studia.
V roce 1949 přišel do kin jeho druhý film Přímo nad hlavou (1949), první z mnoha filmů, v nichž Peck ztělesnil odvážného, zdatného, ale přitom lidského „bojovníka“. Peck v něm podle skutečných událostí ztvárnil nového velitele americké bombardovací letky z druhé světové války, který má za úkol vyburcovat posádku, ale pod tlakem válečných událostí se citově zhroutí. National Board of Review jej zařadil mezi deset nejlepších filmů roku a získal čtyři nominace na Oscara, Peck za nejlepší mužský herecký výkon. Peck byl později za tuto roli oceněn v New York Film Critics Circle. Přímo nad hlavou byl komerčně úspěšným a v roce 1950 skončil v žebříčku návštěvnosti kin na desátém místě. Po uvedení do kin dočkal přívětivých recenzí, v pozitivní rovině se držely i recenze z pozdějších období. Hodnocení Peckova výkonu bylo pozitivní, The New York Times vyslovily „Chválu pro Gregoryho Pecka... Peck odvádí mimořádně schopnou práci při odhalování tvrdosti a zároveň citlivosti generála vystaveného nebezpečí“. Filmový historik Peter von Bagh považuje Peckův výkon „v roli brigádního generála Franka Savage za nejstabilnější v jeho životě“.

### Světový věhlas (1950–1953)
Padesátá léta zahájil Peck dvěma westerny, z nichž první byl Pistolník (1950) v režii Henryho Kinga, který s ním předtím spolupracoval na filmu Přímo nad hlavou. Peck zde hraje stárnoucího „nejlepšího pistolníka Západu“, který je již unaven zabíjením a přeje si odejít na odpočinek. Vrací se tedy zpět ke své svůdné, ale pragmatické ženě a sedmiletému synovi, které oba již mnoho let neviděl. Peck a King provedli velký fotografický průzkum éry Divokého západu a dospěli k závěru, že většina kovbojů měla vousy, „mísovitě“ střižené vlasy a nosila ošuntělé oblečení; Peck tedy následně při natáčení nosil i knír. Prezident studia po zhlédnutí původních záběrů kvůli knírku vyzýval k přetočení, ale kvůli nákladům, které manažer produkce na Kingovu a Peckovu přemlouvání schválně nadsadil, bylo od tohoto záměru ustoupeno. Komerčně si Pistolník vedl slušně, ale nikoliv uspokojivě, když na tržbách vydělal 5,6 milionu dolarů, což bylo 47. místo v žebříčku za rok 1951. Šéf studia 20th Century Fox Darryl Zanuck vinil z vlažných reakcí právě Peckův knír a tvrdil, že fandové chtěli vidět obvyklého hezouna, hladce oholeného Pecka, a ne autentického kovboje Pecka. Pistolník se po uvedení do kin dočkal „solidních recenzí“, z nichž někteří kritici byli obzvláště nadšeni, a Peckův výkon mu „přinesl jedny z nejlepších ohlasů“. The New York Times napsaly: „...díky skvělému výkonu pana Pecka se podařilo dobře pochopit osamělost a izolaci muže se zvučným jménem ... strhující a docela vzrušující film“.. V průběhu let se film těšil stále většímu uznání kritiků a „dnes je považován za jeden z klasických westernů všech dob“. Kritici posledních desetiletí Peckův výkon shodně chválí, David Parkinson z RadioTimes uvedl: „Peck podává výkon s charakteristickou důstojností a odvahou“.

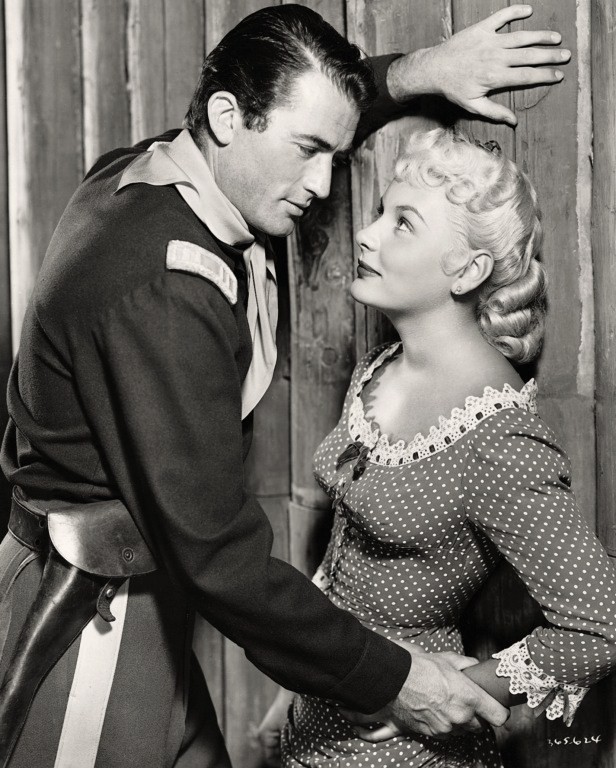
Peck a Barbara Paytonová ve snímku Only the Valiant (1951)

Dalším Peckovým westernem byl nízkorozpočtový snímek Only the Valiant (1951), jehož scénář se Peckovi nelíbil a který později označil za nejhorší bod své kariéry. Peckova nevýhradní smlouva s Davidem O. Selznickem umožňovala Selznickovi prodávat jeho služby jiným studiím a Selznick prodal jeho služby Warner Bros pro tento film poté, co se dostal do finančních potíží. Zápletka filmu je uvedena takto: „Nepopulární, přísný vůdce shromáždí nesourodou skupinu mužů a vede je na extrémně nebezpečnou misi, na jejímž konci z nich udělá dobře promazaný bojový stroj a cestou si získá respekt“. Peck portrays a U.S. army captain and the mission is to protect an undermanned army fort against the attacking Apache. Peck ztvárňuje kapitána americké armády, jehož úkolem je ochránit nedostatečně obsazenou vojenskou pevnost před útočícími Apači. Peckovu milostnou partnerku si zahrála Barbara Paytonová. V recenzi časopisu Variety se píše: „V této kavaleristické příhodě ... bylo vynaloženo velké úsilí na to, aby poskytla zajímavé postavy. Peck z této barvité role vytěžil maximum“. It earned a moderate $5.7 million, ranking at 35th for the year. Film vydělal skromných 5,7 milionu dolarů a umístil se na 35. místě v žebříčku návštěvnosti. Tento málo vzpomínaný snímek dodnes sklízí smíšené recenze, i když Peckovo herectví je hodnoceno pozitivně.
Druhým Peckovým filmem z roku 1951 se stal adaptací na motivy postavy Horatia Hornblowera Captain Horatio Hornblower R.N., v němž Peck ztvárnil velitele válečné lodi britské flotily za napoleonských válek, který si najde milostný vztah s postavou Virginie Mayo. Pecka tato postava zaujala: „Hornblower mi připadal jako zajímavá postava. Nikdy jsem nevěřil na hrdiny, kteří jsou nezkažení a nefalšovaní hrdinové, kteří nikdy nepoznají, co je to mít strach“. Role byla původně zamýšlena pro Errola Flynna, ale ten se v době realizace projektu cítil příliš starý. Captain Horatio Hornblower R.N. byl komerčně úspěšný, ve Velké Británii skončil na devátém místě a v Severní Americe na sedmém. Peckova role ve filmu byla recenzenty převážně chválena. Associated Press uvedl, že Peck v roli pozoruhodného kapitána z devatenáctého století poskytl „patřičnou razanci a autenticitu“, a Variety později napsal: „Peck vyniká jako zkušený umělec, který vystihl ducha postavy a atmosféru doby“. Moderní recenze se k Peckovu výkonu vyjadřují smíšeně. Richard Gilliam z AllMovie tvrdí, že jde o „vynikající výkon Gregoryho Pecka“, a uvádí, že „Peck do role vnáší svou obvyklou auru inteligence a morální autority“, zatímco Radio Times tvrdí, že „Gregory Peck hraje Hornblowera jako košilatou vycpávku s vysokým principem a maří tak snahu režiséra Raoula Walshe o vnesení určitého tempa“.

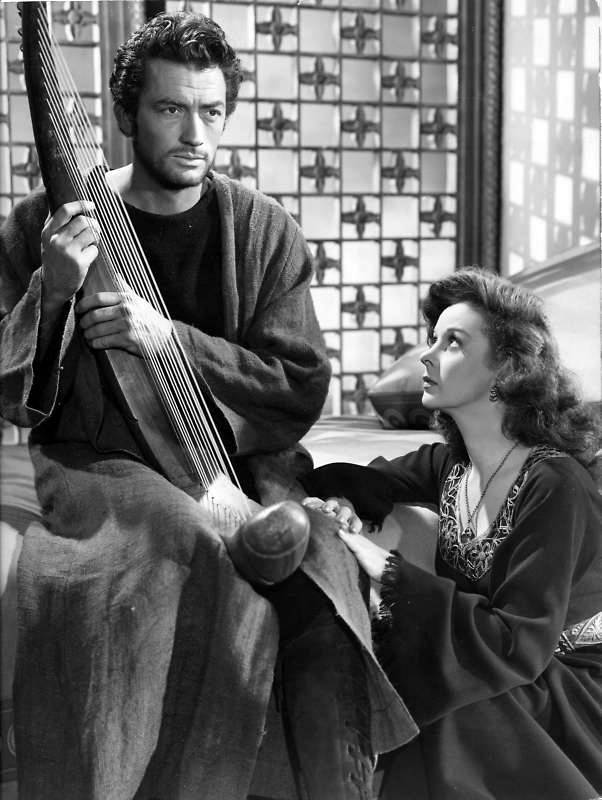
Peck spolu s hereckou kolegyní Susan Haywardovou ve snímku David a Batšeba

Jeho třetí film natočený s režisérem Henrym Kingem byl biblický epos David a Batšeba, který se stal nejvýdělečnějším filmem roku 1951. Dva filmové hity Horatio a David vynesly Pecka mezi hollywoodské megahvězdy. David a Batšeba vypráví příběh Davida (Peck), který jako dospívající zabil Goliáše a později se jako zbožňovaný král zamiloval do vdané Batšeby, kterou hrála Susan Haywardová. Peckův výkon ve filmu David a Batšeba hodnotily New York Times při uvedení „jako autoritativní výkon“ a Variety uvedlo: „Peck je velitelská osobnost... svou postavu zkušeně odstínil“. V posledních letech kritici tvrdí, že jeho „strnulý“ výkon je vynahrazen charismatem, ale celkově chválí jeho sílu v roli. Leonard Maltin naproti tomu říká, že ve filmu jsou „jen poctivé výkony“. V dalších pozitivních recenzích je film kladně hodnocen za to, že se vyhnul přehnaným vizuálním efektům a zůstal eposem s „důstojnou zdrženlivostí“.
Ke „šviháckým“ filmům se Peck vrátil filmům snímkem The World in His Arms (1952), který režíroval Raoul Walsh, jenž režíroval i film Captain Horatio Hornblower R.N.. Peck zde ztvárnil kapitána lodi lovící tuleně u San Francisca roku 1850, který se zamiluje do ruské hraběnky v podání Ann Blythové. Zápletka pokračuje soubojem s konkurenčním lovcem tuleňů v podání Anthonyho Quinna a jejich závodu v plavbě na Aljašku. Film získal pozitivní hodnocení dobové i modernější kritiky. All Movie se vyjádřilo v tom smyslu, že Peck „je vynikající herec, který do role vnáší obrovské schopnosti, ale kterému jednoduše chybí zjevná odvaha a nebezpečí, které k této roli patří“. Film byl mírně úspěšný, více ve Velké Británii než v Severní Americe.
S předchozími hereckými kolegy Kingem, Haywardovou a Gardnerovou se znovu setkal ve filmu Sněhy Kilimandžára (1952), adaptaci povídky Ernesta Hemingwaye. Peck v něm představuje sebestředného spisovatele, který se ohlíží za svým životem, zejména za románkem se svou první ženou (Gardnerová), zatímco pomalu umírá na následky náhodného zranění během africké lovecké výpravy a jeho současná žena (Haywardová) ho ošetřuje. Film byl oceňován za kameru a režii. Většina recenzí chválila Peckův výkon, TV Guide uvedl, že příběh je „Peckem zahrán se silou a přesvědčivostí“, ačkoli se objevily i kritické reakce na jeho „nevýrazný projev“. Sněhy Kilimandžára byly kasovním trhákem a umístily se na čtvrtém místě v žebříčku nejvýdělečnějších filmů roku 1952.

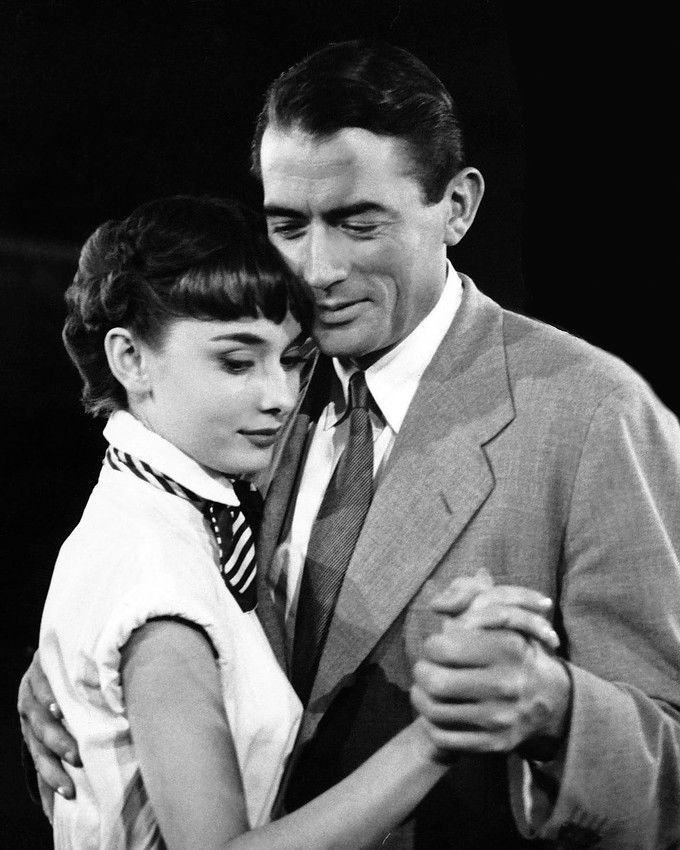
Peck a Audrey Hepburnová na reklamní fotografii pro film Prázdniny v Římě (1953)

Peckovým „prvním skutečným vstupem do komedie“ byl film Prázdniny v Římě (1953) režiséra Williama Wylera. Ztvárnil v ní amerického novináře Joea Bradleyho po boku princezny Anny, kterou zahrála Audrey Hepburnová ve své první významné filmové roli. Peckova role ve filmu Prázdniny v Římě byla původně nabídnuta Cary Grantovi, který ji odmítl, neboť se mu zdálo, že ve srovnání s rolí princezny by se v jeho případě jednalo spíše o roli vedlejší. Peck měl stejné obavy, ale Wyler ho přesvědčil, že natáčení na místě v Římě bude výjimečným zážitkem, a roli přijal, dokonce po natáčení trval na tom, aby v úvodních titulcích bylo nad názvem filmu (hned pod jeho jménem) uvedeno jméno Hepburnové. Peck prý svému agentovi řekl: „Jsem dost chytrý na to, abych věděl, že tahle holka dostane Oscara hned za svůj první film, a budu vypadat jako blázen, když její jméno nebude nahoře vedle mého“.
Film Prázdniny v Římě byl komerčně úspěšný, v roce 1953 skončil v tržbách kin na 22. místě. Film vydělával i dlouho po svém uvedení, moderní zdroje uvádějí, že v pokladnách kin vydělal celkem 10 milionů dolarů. Kritici Peckův výkon chválili; Bosley Crowther prohlásil, že „Peck je oddaným a mužným doprovodem". jehož oči a jeho střízlivý zevnějšek si protiřečí“, zatímco Hollywood Reporter poznamenal, že „Peck předvádí další ze svých vynikajících výkonů a hraje zamilovaného reportéra s inteligencí a dobromyslným přesvědčením“; Film se setkal s příznivým přijetím kritiky. Byl nominován na řadu ocenění, včetně 8 Oscarů, přičemž Hepburnová získala cenu za nejlepší herečku; Peck získal také nominaci na cenu BAFTA za zahraniční herecký výkon. Na udílení Zlatých glóbů v roce 1955 byli Peck a Hepburnová vyhlášeni vítězi ceny World Film Favorite Award.

### Zámoří a New York (1954–1957)

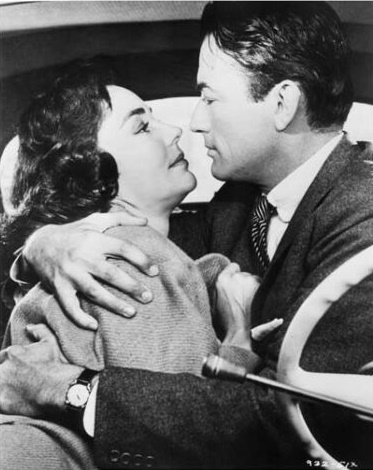
Peck a Jennifer Jonesová na snímku z filmu Muž v šedém flanelovém obleku (1956)

Po svém uznávaném výkonu ve filmu Pistolník dostal Peck nabídku na hlavní roli ve filmu V pravé poledne (1952), tu ale odmítl, protože se nechtěl stát typizovaným hercem westernů. V letech 1953–1955 pobýval Peck asi osmnáct měsíců ve Velké Británii; nové daňové zákony drasticky zvýšily daňovou sazbu pro osoby s vysokými příjmy, ale částka splatné daně se snižovala, pokud poplatník pracoval delší dobu mimo zemi. Po natáčení filmu Prázdniny v Římě v Itálii se jeho další tři filmy natáčely a odehrávaly v Londýně, Německu a jihovýchodní Asii. Hrál například ve filmu Milionová bankovka (1954), natočeném podle povídky Marka Twaina. a natáčení filmu si dle svých slov užíval, protože „to byla dobrá komediální příležitost a dostal pravděpodobně nejelegantnější kostým, jaký kdy ve filmu nosil“. Hrál v něm nemajetného amerického námořníka v Londýně roku 1903, který dostane bankovku v hodnotě jednoho milionu liber od dvou bohatých excentrických bratrů, kteří chtějí zjistit, zda dokáže přežít jeden měsíc, aniž by z ní cokoli utratil. Film si v pokladnách kin vedl skromně a jeho produkce se dočkala smíšených recenzí. Adrian Turner z Radio Times jej chválil jako „milou komedii“, která „má spoustu šarmu a jemného humoru, díky Peckově evidentní radosti z role a nenápadné režii“ a dodal, že má „vtipný scénář“.
Ve filmu Lidé z temnot (1954) ztvárnil plukovníka americké armády, který vyšetřuje únos mladého vojáka. Peck později prohlásil, že tato role patřila k jeho nejoblíbenějším, protože jeho repliky byly „tvrdé, ostré a plné mouder a daleko agresivnější než jiné role“, které hrál. Film byl ceněn za výpravu a režii, ale finančně si vedl špatně. Peck odletěl na Srí Lanku, aby zde natočil film Purpurová pláň (1954), v němž hrál kanadského pilota bombardéru potýkajícího se v probíhající druhé světové válce se se silnými citovými problémy. Purpurová pláň nebyla ve Spojených státech dobře přijata, ale ve Velké Británii se stala hitem, v roce 1954 se umístila na desátém místě v pokladnách kin a byla nominována na cenu BAFTA za vynikající britský film. Crowther o jeho výkonu napsal, že „rozsah Peckova utrpení je působivě přenesen... v živých a neúprosných scénách“. V pozdějších letech se film „stal jedním z nejuznávanějších Peckových děl“ a kritik David Thomson hodnotil Peckův výkon jako vynikající. Craig Butler z All Movie popisuje, že „Peck je úžasný a podává vrstevnatý, intenzivní a zároveň vybroušený výkon, který si zaslouží ocenění“.
V roce 1954 byl Peck označen za třetí nejoblíbenější nebritskou filmovou hvězdu ve Spojeném království. V roce 1955 se Peck nedočkal žádného filmu. Peck se vrátil do USA. filmem Muž v šedém flanelovém obleku (1956), v němž ztvárnil ženatého bývalého vojáka, otce tří dětí, kterého stále více pronásledují jeho činy spáchané v Itálii za druhé světové války. V tomto filmu se Peck znovu setkal s kolegyní z filmu Souboj na slunci Jennifer Jonesovou; během natáčení scény, v níž se jejich postavy hádají, mu Jonesová nehty podrápala obličej, což Pecka přimělo říct režisérovi ve vtipu: „Tohle nenazývám herectvím. Tohle už je osobní“. Film byl úspěšný, v kasovních tržbách za rok skončil na osmém místě, přestože dobové i moderní recenze byly smíšené. Butler z AllMovie prohlásil, že „role (Gregorymu Peckovi) sedí, jako by mu byla šitá na míru. Peckova zvláštní genialita spočívá v tiché síle, která je jeho součástí, a ve způsobu, jakým využívá jemných změn tohoto ticha k signalizaci mamutích emocí. Zde k tomu dostává dostatek příležitostí a výsledek je strhující... výjimečný výkon“. Radio Times hovoří o „vynikajícím Peckovi“ a uvádí, že Peck hraje „přitažlivě chybujícího hrdinu“.
Peck hrál kapitána Achaba ve filmové adaptaci Moby Dicka Hermana Melvilla z roku 1956 s názvem Bílá velryba; nebyl si sám jistý, zda se pro tuto roli hodí, ale režisér John Huston ho k přijetí role nakonec přesvědčil. Peck se během natáčení v bouřlivém počasí u mořských břehů Irska dvakrát téměř utopil a několik dalších účinkujících a členů štábu utrpělo různá zranění. John Huston byl za film Bílá velryba vyhlášen New York Film Critics Circle a National Board of Review nejlepším režisérem roku, ale nominaci na Oscara za nejlepší režii nezískal. Film zaznamenal devátou nejvyšší tržbu roku v Severní Americe, ale jeho natočení stálo 4,5 milionu dolarů, což je více než dvojnásobek původního rozpočtu, a byl tak celkově považován za komerční zklamání. V roce 2003 napsal redaktor Barry Monush: „O jeho obsazení do role Achaba v Bílé velrybě se vedly a vedou spory“. V roce 2003 se objevily i další rozporná hodnocení. Variety k filmu uvedl: „Hollywood Reporter tvrdil, že „Peck to hraje... v zádumčivém, doutnajícím duchu, ale o nic méně intenzivně a dynamicky“. V moderní době kritici o Peckovi říkají, že je: „často fascinující“; „stoický“ a „více než adekvátní“; a „dodává roli vyšinutou důstojnost“. Sám Peck k filmu řekl: „Nebyl jsem dost šílený, dost bláznivý, dost posedlý – měl jsem se snažit víc. V té době jsem na víc neměl“.

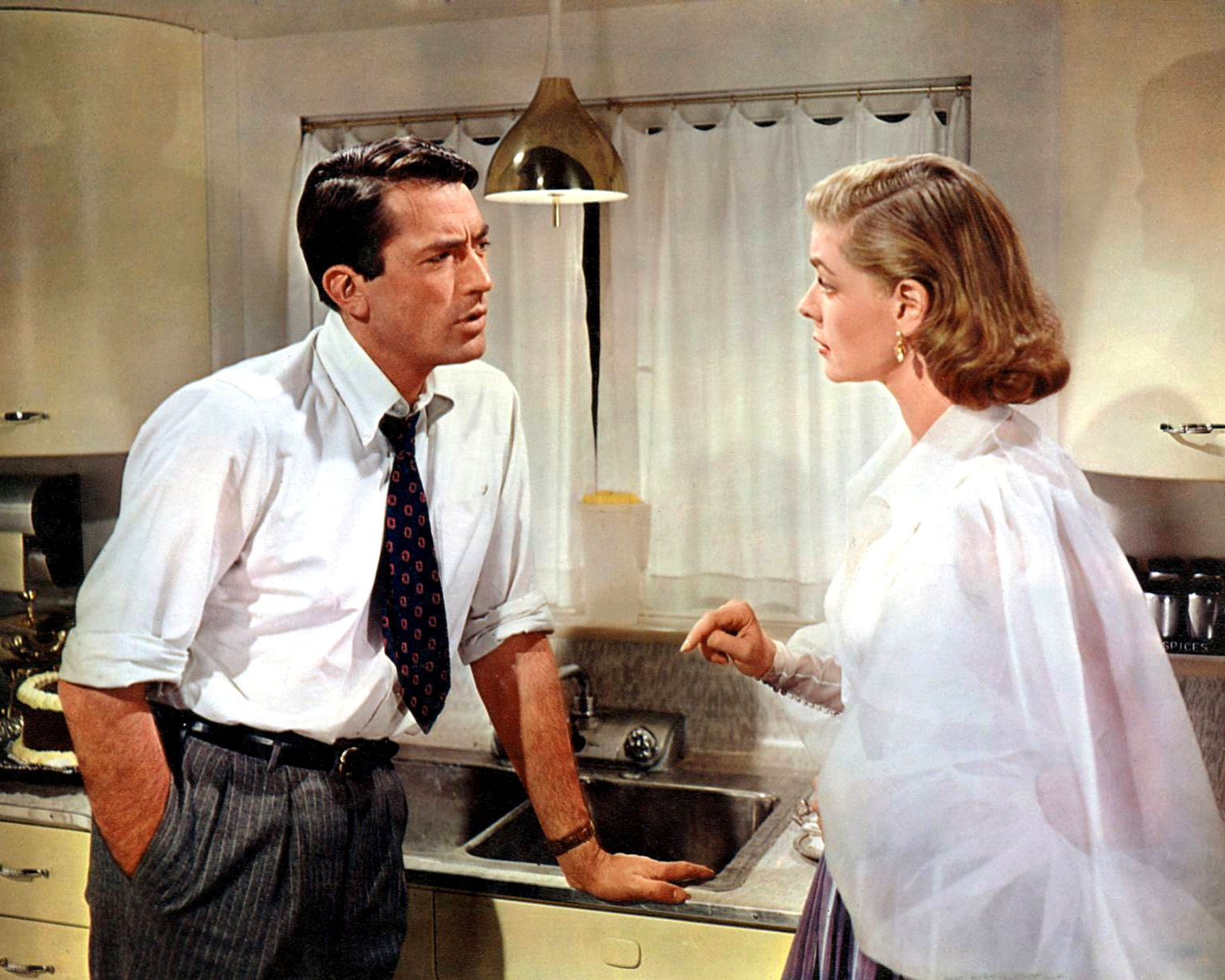
Peck a Lauren Bacallová ve filmu Módní návrhářka (1957)

Pro romantickou komedii Módní návrhářka (1957) si Peck vybral jako hlavní představitelku Lauren Bacallovou. Film se točí okolo příběhu módní návrhářky a sportovního publicisty na dovolené, a přestože Peckova postava už má doma partnerku, prožijí krátký románek a narychlo se vezmou, aby po návratu domů nakonec zjistili, že mají diametrálně odlišný životní styl. Film byl mírně úspěšný a zařadil se na 35. místo v ročním výdělku, ale neprodělal. Po uvedení do kin napsal časopis Variety, že „Bacallová... je vynikající... Peck je v roli zmateného sportovního spisovatele dobrý“, a dodal, že všichni ostatní herci/herečky podávají špičkové výkony. V posledních letech je několik málo recenzí od významných kritiků nebo webových stránek vesměs pozitivních, přičemž TV Guide říká: „Udělali... slavnou kamennou tvář... Pecka, poněkud vtipnou. Bacallová podává obzvlášť dobrý výkon“. Film Módní návrhářka získal Oscara za nejlepší původní scénář. Některé knihy nebo webové stránky s filmovými recenzemi tento film neuvádějí.

### Úvahy onásilí (1958–1959)

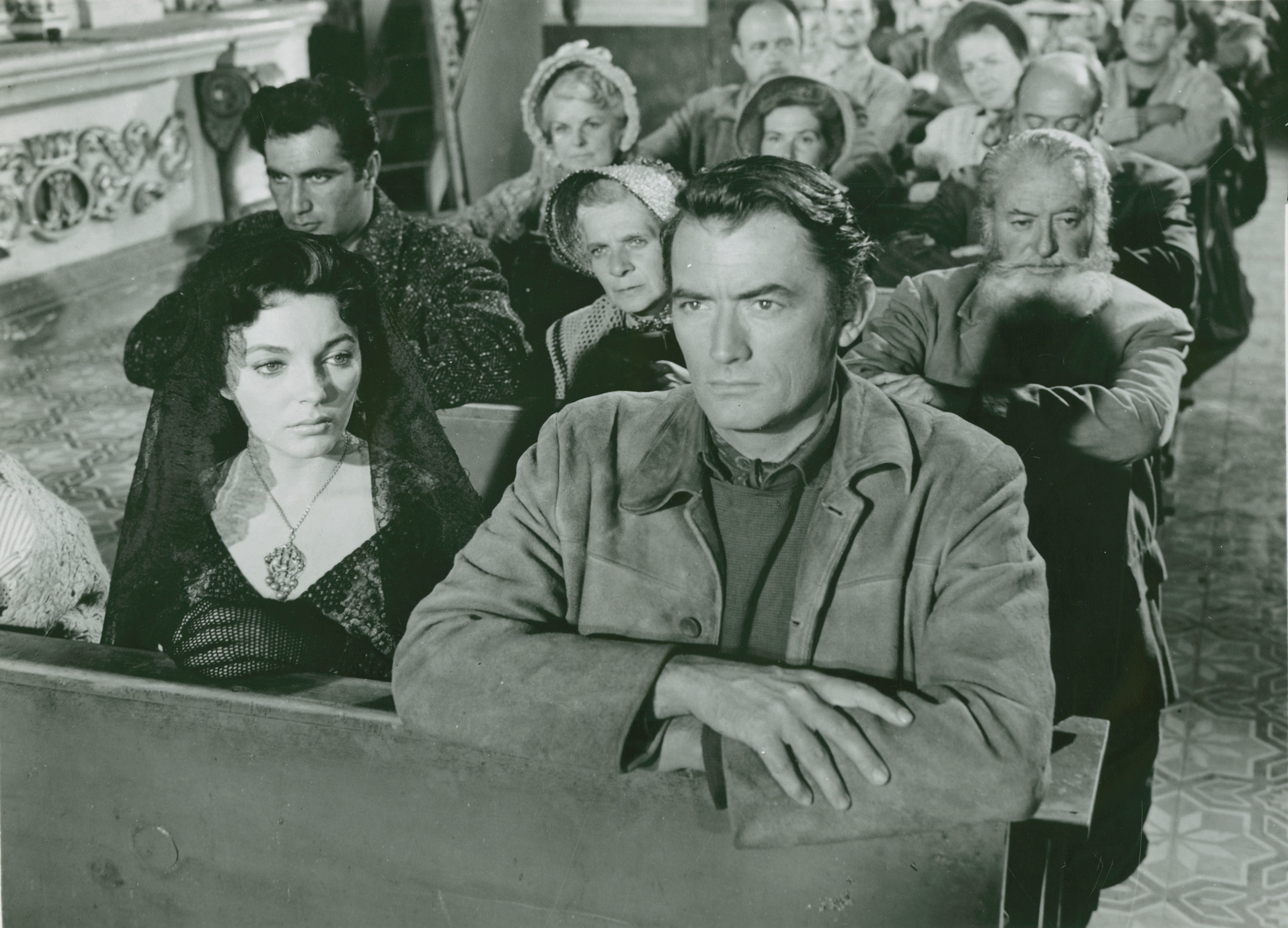
Peck a Joan Collinsová v Bravados (1958)

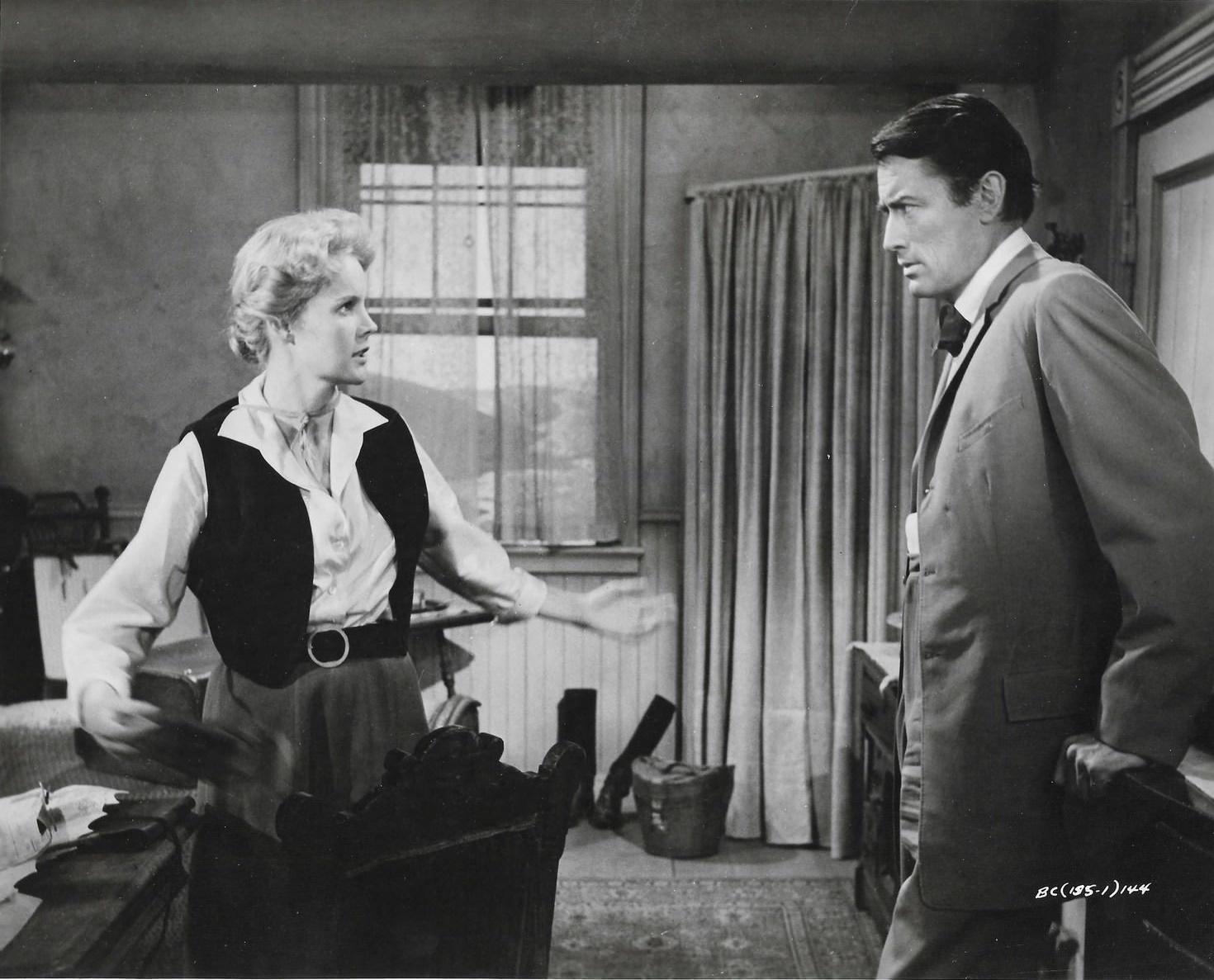
Peck s herečkou Caroll Bakerovou ve filmu Velká země (1958)

V dalším filmu, westernu Bravados (1958), se Peck po šestileté pauze opět setkal s režisérem Henrym Kingem. Ten byl všeobecně považován za tvůrce Peckových nejlepších filmů; Peck jednou řekl: „King byl jako můj starší bratr, dokonce jako otec. Komunikovali jsme spolu, aniž bychom cokoli okecávali k smrti. Byla to režie osmózou“. Ve filmu Bravados Peckova postava tráví týdny pronásledováním čtyř psanců, o nichž se domnívá, že znásilnili a zavraždili jeho ženu, a zároveň se trápí vlastní morálkou. Film měl mírný úspěch a v roce 1959 se umístil v první dvacítce žebříčku návštěvnosti. V posledních letech se film a Peckův výkon setkaly se smíšeným hodnocením; TimeOut tvrdil, že „Peckova krize svědomí... je zpracována v povrchních náboženských termínech“; a TV Guide uvedl, že Peckův kovbojský „okamžik pravdy je silný a on mu dává veškerou hodnotu, kterou si zaslouží, ačkoli většina jeho hereckých výkonů do té doby byla nevýrazná“.
V roce 1956 se Peck pustil do filmové produkce, když založil společnost Melville Productions a později Brentwood Productions. Tyto společnosti během sedmi let vyprodukovaly pět filmů, přičemž Peck ve všech sám hrál, a to včetně filmu Pahorek Pork Chop. U toho Peck působil i jako výkonný producent. Někteří si všimli, že se filmy stávají více politickými, ačkoli Peck řekl, že se snažil vyhnout jakémukoli „zjevnému moralistickému kázání“. V roce 1958 Peck a jeho dobrý přítel William Wyler koprodukovali westernový epos Velká země (1958) odděleně od Peckovy produkční společnosti. Projekt narazil na řadu problémů; Wyler a Peck nebyli spokojeni se scénářem, který procházel téměř každodenními revizemi, což účinkujícím způsobovalo neustálý stres. Peck a scenáristé nakonec scénář přepisovali po každém natáčecím dni a herci se mnohdy po příchodu na natáčení dozvěděli, že jejich repliky a dokonce celé scény jsou jiné, než jaké si nastudovali. Mezi režisérem Wylerem a účinkujícími během natáčení docházelo k neshodám, které vyústily v Peckův výbuch, když Wyler odmítl znovu natočit jednu ze scén v detailním záběru. Vztahy mezi Peckem a Wylerem zůstaly napjaté ještě tři roky po natáčení. Peck v roce 1974 prohlásil, že se pokoušel produkovat a hrát současně a měl pocit, že „buď to nejde, nebo to prostě nedělám dobře“. Hvězdné obsazení zahrnovalo Jean Simmonsovou, Carrol Bakerovou, Charltona Hestona a Burla Ivese; Ives za svůj intenzivní výkon získal Oscara za nejlepší vedlejší roli.
Samotný film byl i přes výše uvedené nesnáze velkým hitem, v roce 1958 skončil na čtvrtém místě v domácích kinech a na druhém ve Velké Británii. V době uvedení do kin byly recenze na Velkou zemi smíšené, pokud jde o upřednostnění charakterizace postav před technickou stránkou filmu ze strany producentů; názory na Peckův výkon se rovněž rozcházely. V posledních desetiletích se kritický názor na Velkou zemi obecně zlepšil, i když stále panují neshody; mnoho významných kritiků a publikací označuje kameru za vynikající, někteří chválí Peckův výkon a někteří uvádějí, že film je až příliš dlouhý.
Dalším Peckovým filmem byl Pahorek Pork Chop (1959), natočený podle skutečných dle knižní předlohy. Peck zde ztvárnil postavu poručíka, který během korejské války dostane rozkaz, aby se svou pěší rotou obsadil strategicky nevýznamný pahorek Pork Chop, jehož dobytím by se posílila pozice USA při téměř ukončených jednáních o příměří. Jako výkonný producent Peck angažoval k režii Lewise Milestonea z filmu Na západní frontě klid (1930). Mnozí kritici označují film za protiválečný; uvádí se také, že „v průběhu natáčení se „projevily značně odlišné umělecké vize Pecka a Milestona“. Peck později řekl, že film poukazuje na „marnost řešení politických sporů zabíjením mladých mužů“. „Snažili jsme se nekázat, nechali jsme film mluvit sám za sebe“. Despite solid reviews, the film did only fair business at the box office. Navzdory solidním recenzím si film v pokladnách kin vedl jen slušně. Většina kritiků, jak při premiéře Pahorku Pork Chop, tak v posledních letech, se shoduje, že jde o drsné, ponuré a realistické ztvárnění bojové akce. Tři kritici, kteří se vyjadřují k Peckovu výkonu, ho chválí, přičemž Variety uvádí, že Peckův výkon je „naprosto uvěřitelný. Působí jako rozený vůdce, a přesto je zcela zřejmé, že má chvíle pochybností a nejistoty“.
V roce 1959 se Peck objevil podruhé ve filmu Beloved Infidel, který byl natočen podle vzpomínek filmové publicistky Sheily Grahamové. Film zachycuje milostný vztah mezi Grahamovou (Deborah Kerrová) a spisovatelem Francisem Scottem Fitzgeraldem (Peck) během posledních tří let jeho života, ke konci kterých se Fitzgerald často opíjel a zneužíval. Crowther film zhodnotil jako „celkově plochý a nezajímavý“ s „upozaděným výkonem Gregoryho Pecka... jeho zachmuřený, monotónní obličej v roli vymývače je v několika kritických scénách vystřídán trochou potácení a řvaní v roli opilce, ale to sotva stačí“. Variety uvedl, že „herecké výkony jsou sice místy vynikající a přesvědčivé, ale jinde plytké a umělé. Problém je především s Peckem, který do Fitzgeralda vnáší takový ten čistý vzhled a mladistvé vystupování, které jsou v rozporu s obrazem dávno sešlého spisovatele“. Recenze pěti významných novinářů z posledních desetiletí jsou podobné a říkají, že Peck byl do role obsazen vyloženě nevhodně, přičemž TV Guide upřesňuje, že kvůli fyzickým rozdílům Craig Butler říká: „Peck byl mimořádně talentovaný herec, ale v jeho osobnosti není nic, co by odpovídalo vlastnostem spojovaným s Fitzgeraldem“.

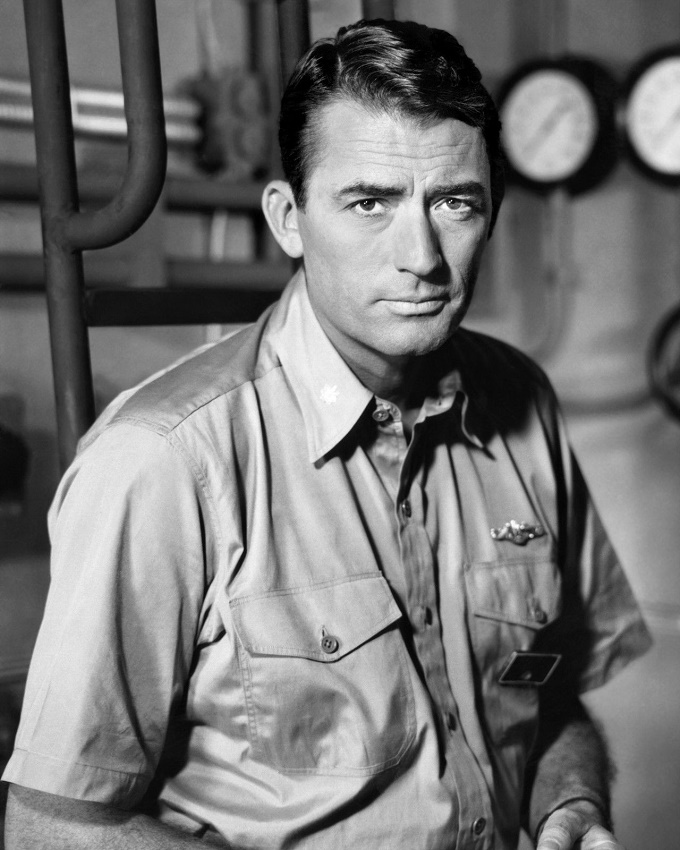
Peck na snímku pro film Na břehu (1959)

Peck hrál dále ve filmu Na břehu (1959) po boku Avy Gardnerové v jejich třetím a posledním společném filmu. Film je považován za první hollywoodský velkofilm vyprávějícím o dopadech jaderné války. Film režírovaný Stanleym Kramerem a natočený podle knižního bestselleru ukazuje poslední týdny života několika lidí v Austrálii, kteří po výbuších jaderných bomb čekají na příchod radioaktivního spadu. Peck ztvárňuje velitele americké ponorky, který přivezl svou posádku do Austrálie ze severního Pacifiku poté, co byly na severní polokouli odpáleny jaderné bomby, a nakonec se s postavou Gardnerové zaplete. Film byl zařazen do desítky nejlepších filmů podle National Board of Review a New York Film Critics Circle. V severoamerických tržbách byl úspěšný, když skončil na osmém místě, ale kvůli vysokým produkčním nákladům ve výsledku prodělal 700 000 dolarů. Kritika film Na břehu chválila. V posledních desetiletích se názory kritiků na film Na pláži různí, někteří významní kritici tvrdí, že scénář je špatný, ale někteří kritici tvrdí, že herecké výkony, zejména Pecka, a kamera jsou vynikající a že celkově je film silný. Butler z AllMovie píše: „...problematický je klišovitý, téměř telenovelový vztah mezi Gregorym Peckem a Avou Gardnerovou a poněkud melodramatické zpracování dalších částí filmu... Výrazně pomáhá herecké obsazení. Peck byl málokdy tak pevný... I po desetiletích od uvedení do kin je Na břehu otřesným a zničujícím zážitkem“.

### Druhý komerční iodborný vrchol (1960–1964)

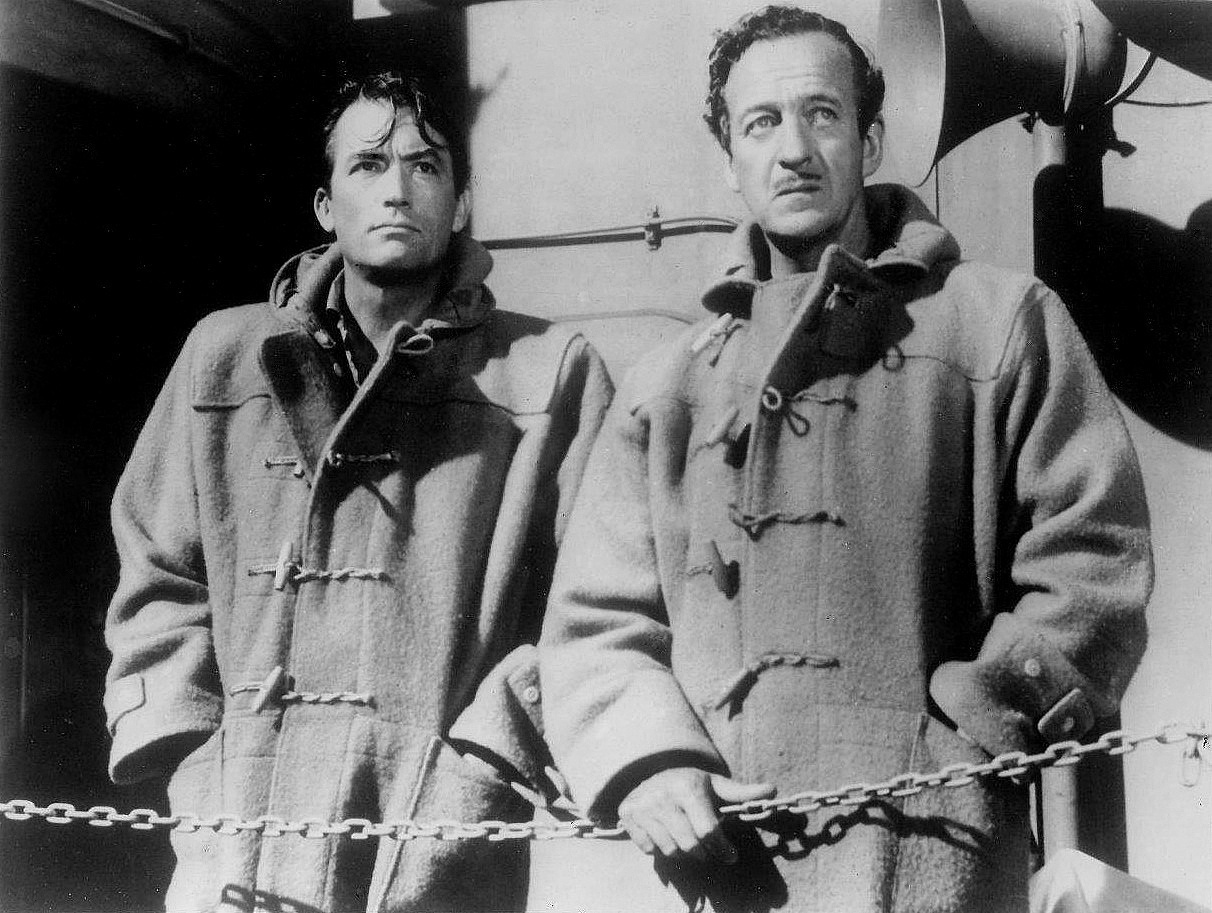
Peck a David Niven ve snímku Děla z Navarone (1961)

Peckovým prvním filmem z roku 1961 byl snímek Děla z Navarone. Drama z druhé světové války, které režíroval J. Lee Thompson, zachycuje Peckovo šestičlenné komando, jehož členy jsou David Niven a Anthony Quinn, které se vydává na misi s cílem zničit dvě zdánlivě nedobytná dělostřelecká stanoviště na ostrově Navarone, ovládaném Němci. Tým specialistů (postava Pecka je odborníkem na horolezectví) musí děla zničit, aby britské lodě mohly přes Egejské moře evakuovat 2 000 uvězněných britských vojáků. Během natáčení Peck řekl, že jeho tým zjevně porazí snad „celou německou armádu“, což se blížilo parodii, a dospěl k závěru, že členové hereckého obsazení musí proto „hrát své role s naprostým přesvědčením“, aby byl působi přesvědčivě. Film byl nejvýdělečnějším titulem roku 1961 a stal se „jedním z nejpopulárnějších dobrodružných filmů své doby“. Získal sedm nominací na Oscara, z toho vítězství za nejlepší zvláštní efekty; mezi další ocenění patří Zlatý glóbus za nejlepší dramatický film a cena BAFTA za nejlepší britský scénář.
Kritika Děla z Navarone chválila, v každoroční anketě filmových kritiků a novinářů z oboru byl film v roce 1961 vyhlášen nejlepším filmem roku. V posledních desetiletích mu většina významných kritiků či publikací věnovala pozitivní hodnocení. Paul V. Peckly z The New York Herald Tribune napsal: „Peck možná občas působí maličko prkenně a jeho německý přízvuk je příliš zjevně americký ...., ale jeho nepříliš introspektivní, poněkud zmatený způsob je mužný a hodí se k roli, kterou hraje“.
K dalším počinům Pecka patřil Mys hrůzy (1962), který produkovala společnost Melville Productions. Peck zde ztvárnil právníka, jehož svědecká výpověď usvědčila postavu Roberta Mitchuma, který po propuštění z vězení po odpykání osmi let za sexuální napadení Peckovi vyhrožuje, že se mu pomstí na jeho ženě a dceři. Systematicky pak rodinu terorizuje. Peck toužil po Mitchumově roli Cadyho, ale Mitchum nejprve odmítl a svolil až poté, co Peck a Thompson doručili Mitchumovi domů bednu bourbonu. Ve filmu bylo provedeno mnoho škrtů, aby se vyhovělo cenzurním předpisům v USA a Velké Británii. Film vydělal v severoamerických kinech pouhých 5 milionů dolarů, což znamenalo 47. místo v žebříčku návštěvnosti. Crowther a Variety udělili Mysu hrůzy pozitivní recenze. Oba vyjádřili spokojenost s Peckovým výkonem, i když Variety poznamenal, že mohl být trochu více vystresovaný událostmi. Ostatní recenze byly smíšené kvůli znepokojivému charakteru filmu, včetně The New Yorkera. V posledních desetiletích byly recenze vesměs pozitivní. Kritici komentovali Peckův výkon ve filmu Mys hrůzy, přičemž TV Guide uvedl: „Peck si dává pozor, aby nepřehrával strach; pro Mitchuma je zajímavým protivníkem.“
Po Mysu hrůzy plánoval Peck svůj režijní debut s filmem They're a Weird Mob, ale nakonec film nenatočil.

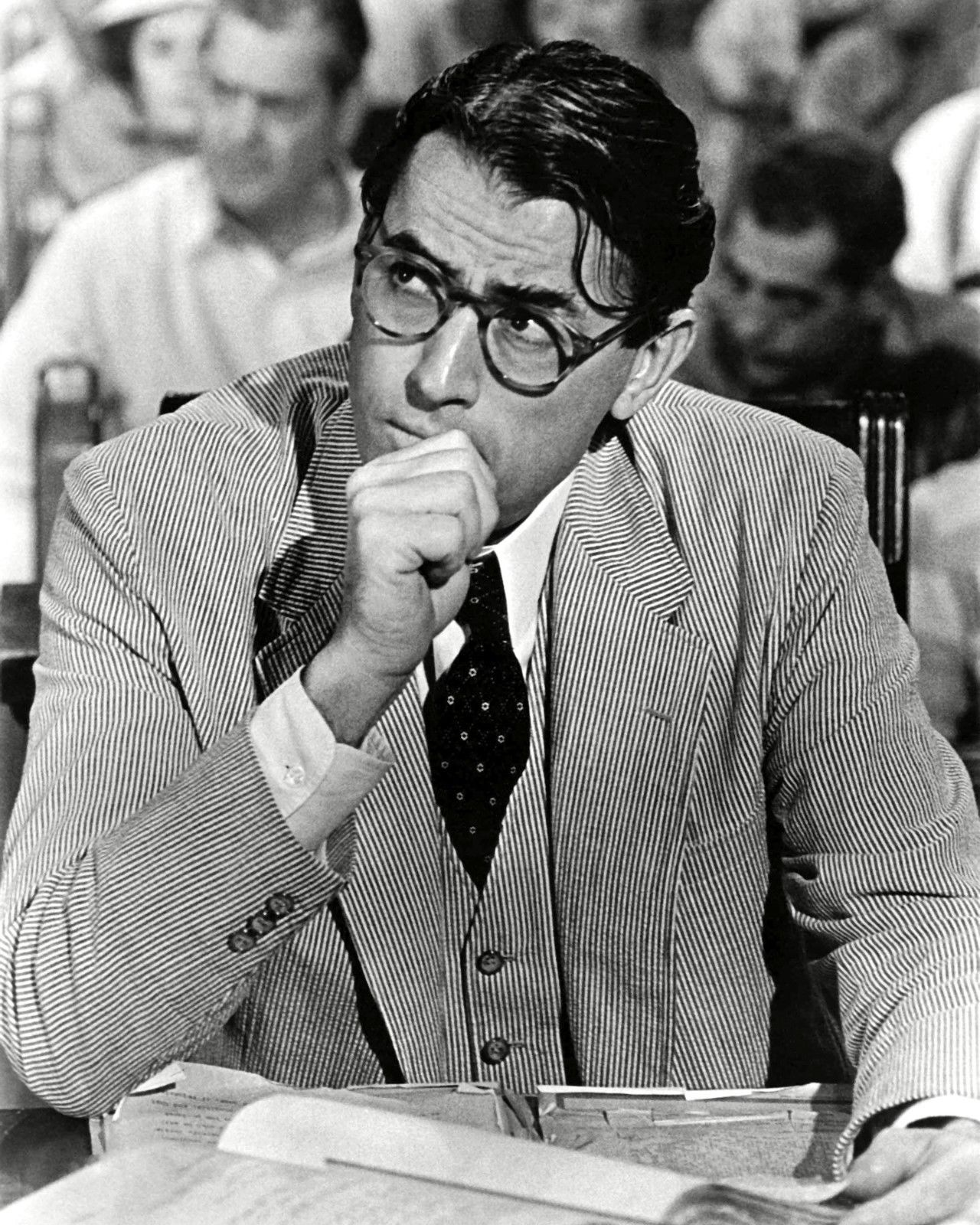
Peck jako Atticus Finch ve filmu Jako zabít ptáčka (1962)

Další Peckovou rolí byla filmová adaptace románu Harper Leeové Jako zabít ptáčka, oceněná Pulitzerovou cenou, z roku 1962; Peck zde ztvárnil roli laskavého a svědomitého otce právníka Atticuse Finche. Peck za svůj výkon získal Oscara za nejlepší mužský herecký výkon, což byla jeho pátá a poslední nominace. Film získal dalších sedm nominací na Oscara, mimo jiné za nejlepší film, režii a kameru, vyhrál také za adaptovaný scénář a výtvarnou režii. Na Zlatých glóbech získal Peck cenu za nejlepší mužský herecký výkon v dramatu a film byl nominován na nejlepší film a režii; na cenách BAFTA byl film nominován na nejlepší film. Film byl komerčně úspěšný, stal se šestým nejvýdělečnějším filmem roku. V roce 2003 byl Atticus Finch v Peckově podání Americkým filmovým institutem označen za největšího filmového hrdinu posledních 100 let. Peck později o filmu To Kill A Mockingbird řekl: „Bezpochyby můj nejoblíbenější film“.

### Zralá léta a pozdější tvorba (1965–2000)

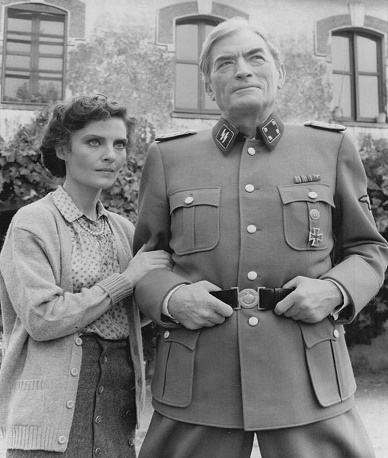
Peck s Olgou Karlatosovou ve filmu Modrá a šedá (1983)

V roce 1967 zastával Peck funkci prezidenta Akademie filmového umění a věd, v letech 1967–1969 byl předsedou správní rady Amerického filmového institutu, v roce 1971 předsedou Filmového a televizního fondu pomoci a v roce 1966 národním předsedou Americké společnosti pro boj proti rakovině. V letech 1964 až 1966 byl členem Národní rady pro umění.
Peckovy vzácné pokusy o role padouchů nebyly přijaty s nadšením. Na počátku své kariéry hrál odpadlického syna ve westernu Souboj na slunci a později nechvalně proslulého nacistického lékaře Josefa Mengeleho ve filmu Hoši z Brazílie. V 80. letech se Peck přesunul do televize, kde si zahrál v minisérii Modrá a šedá Abrahama Lincolna. Hrál také s Christopherem Plummerem, Johnem Gielgudem a Barbarou Bouchetovou v televizním filmu Šarlatový a černý o monsignorovi Hughu O'Flahertym, skutečném katolickém knězi ve Vatikánu, který za druhé světové války pašoval Židy a další uprchlíky před nacisty.
Peck, Mitchum a Martin Balsam si zahráli v remaku filmu Mys hrůzy z roku 1991, který režíroval Martin Scorsese. Peck v něm hrál právníka Maxe Cadyho. Poslední významnou filmovou roli si zahrál rovněž v roce 1991, a to ve filmu Peníze těch druhých, který režíroval Norman Jewison podle stejnojmenné divadelní hry. Peck hrál majitele firmy, který se snaží zachránit svou společnost před nepřátelskou nabídkou na převzetí ze strany likvidátora z Wall Street, jejž hrál Danny DeVito.
Peck po tomto filmu ukončil aktivní filmovou kariéru. Několik posledních let svého života strávil na turné po světě, kde promítal ukázky ze svých filmů a odpovídal na otázky publika. Z ústraní se vrátil v roce 1998, kdy natočil minisérii jednoho ze svých nejslavnějších filmů Bílá velryba, v níž ztvárnil otce Mappla (ve verzi z roku 1956 ho hrál Orson Welles) a Patrick Stewart kapitána Achaba, kterého Peck hrál i v předchozím filmu. Byl to jeho poslední výkon a získal za něj Zlatý glóbus za nejlepší vedlejší roli v seriálu, minisérii nebo televizním filmu. Peck dostal nabídku na roli dědy Joea ve filmu Karlík a továrna na čokoládu z roku 2005, ale zemřel dříve, než ji mohl přijmout. Roli pak dostal irský herec David Kelly.

## Politika
V roce 1947, kdy bylo mnoho hollywoodských osobností za podobné aktivity zařazeno na černou listinu, podepsal Peck dopis, v němž vyjádřil politování nad vyšetřováním údajných komunistů ve filmovém průmyslu, které vedl Výbor pro neamerickou činnost Sněmovny reprezentantů. Jako celoživotní demokrat byl Peck v roce 1970 navržen jako možný kandidát demokratů na post kalifornského guvernéra proti Ronaldu Reaganovi. Ačkoli později přiznal, že sám neměl zájem kandidovat na veřejnou funkci, povzbuzoval Peck jednoho ze svých synů, Careyho Pecka, aby se o politickou funkci ucházel. Ten byl v obou případech těsně poražen ve volbách v letech 1978 a 1980 proti republikánskému zástupci USA Bobu Dornanovi, dalšímu bývalému herci.

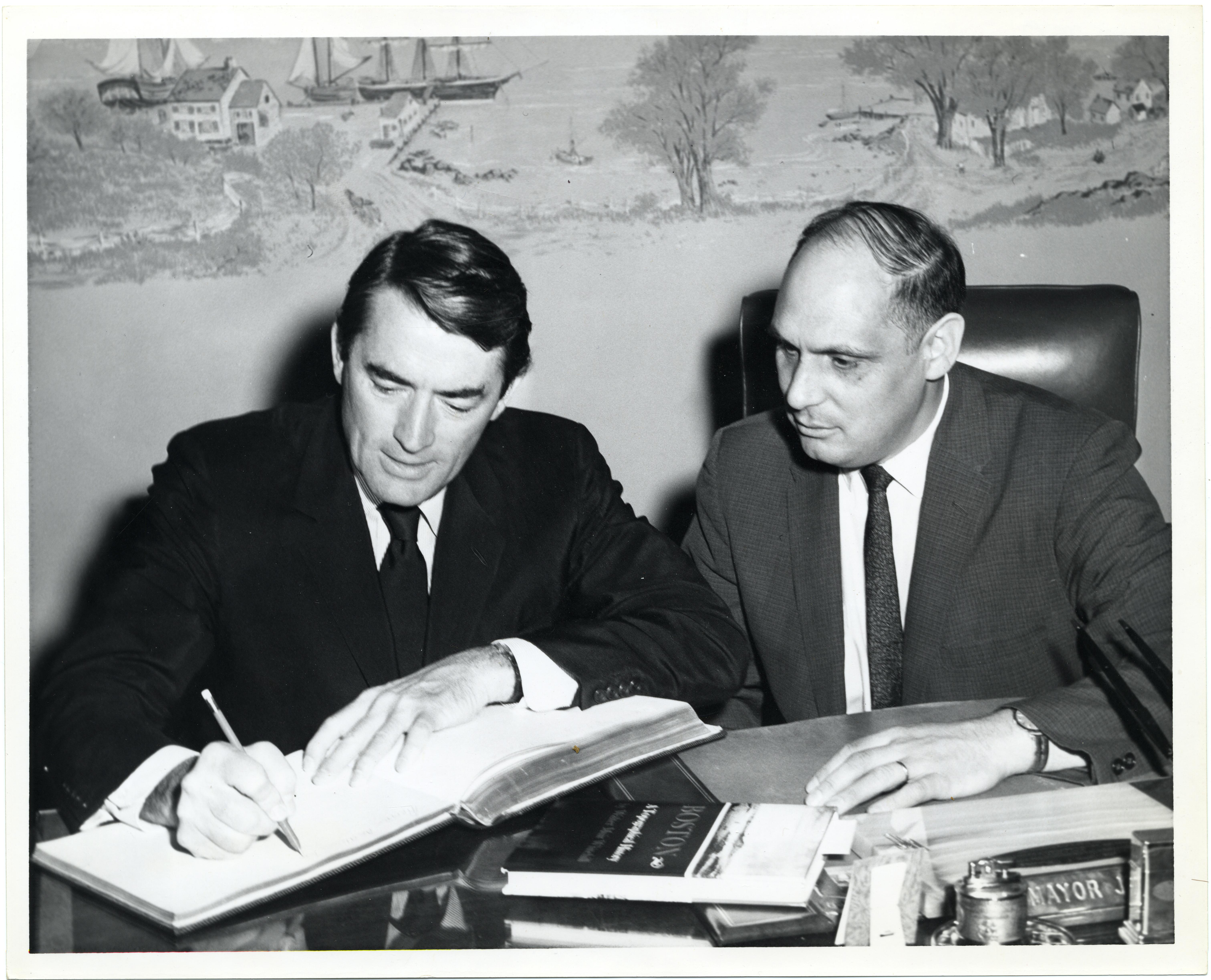
Peck with Deputy Mayor of Boston Henry Scagnoli c. 1968

Peck prozradil, že mu bývalý prezident Lyndon Johnson řekl, že kdyby se v roce 1968 ucházel o znovuzvolení, hodlal mu nabídnout post velvyslance USA v Irsku – což by podle svých slov vzhledem ke svému irskému původu mohl přijmout: „Bylo by to velké dobrodružství“. Hercův životopisec Michael Freedland tuto zprávu dokládá a říká, že Johnson naznačil, že předání Medaile svobody Peckovi by snad vykompenzovalo jeho neschopnost udělit velvyslanecký post. Prezident Richard Nixon však Pecka kvůli jeho liberálnímu aktivismu zařadil na svůj seznam nepřátel.
Peck se otevřeně stavěl proti válce ve Vietnamu a současně se snažil pomáht svému synovi Stephenovi, který v ní musel bojovat. V roce 1972 Peck natočil filmovou verzi hry Daniela Berrigana The Trial of the Catonsville Nine o stíhání skupiny vietnamských demonstrantů za občanskou neposlušnost. Přes své výhrady k americkému generálovi Douglasi MacArthurovi jako člověku si ho Peck chtěl dlouho zahrát a v roce 1976 tak učinil ve filmu Generál MacArthur. Peck byl blízkým přítelem francouzského prezidenta Jacquese Chiraca.
V roce 1978 se Peck vydal do Alabamy, kde se odehrává děj filmu Jako zabít ptáčka, aby vedl kampaň pro demokratického kandidáta do amerického Senátu Donalda W. Stewarta z Annistonu, který porazil republikánského kandidáta Jamese D. Martina, bývalého amerického zástupce z Gadsdenu. V roce 1987 Peck namluvil televizní reklamu, v níž se stavěl proti prezidentu Reaganovi, který jmenoval do řad Nejvyššího soudu konzervativního soudce Roberta Borka. Borkova nominace byla zamítnuta. Peck byl také hlasitým zastáncem celosvětového zákazu jaderných zbraní a celoživotním zastáncem kontroly zbraní.
Dokumenty odtajněné v roce 2017 ukazují, že Národní bezpečnostní agentura si v rámci sledování významných občanů USA vytvořila Peckovu biografickou složku.

## Osobní život
V říjnu 1942 se oženil s finskou rodačkou Gretou Kukkonen (1911–2008), s níž měl tři syny: Jonathana (1944–1975), Stephena (nar. 1946) a Careyho Paula (nar. 1949). Rozvedli se 31. prosince 1955. Peckův nejstarší syn byl 26. června 1975 nalezen ve svém domě mrtvý poté, co se sám bez vysvětlení zastřelil.

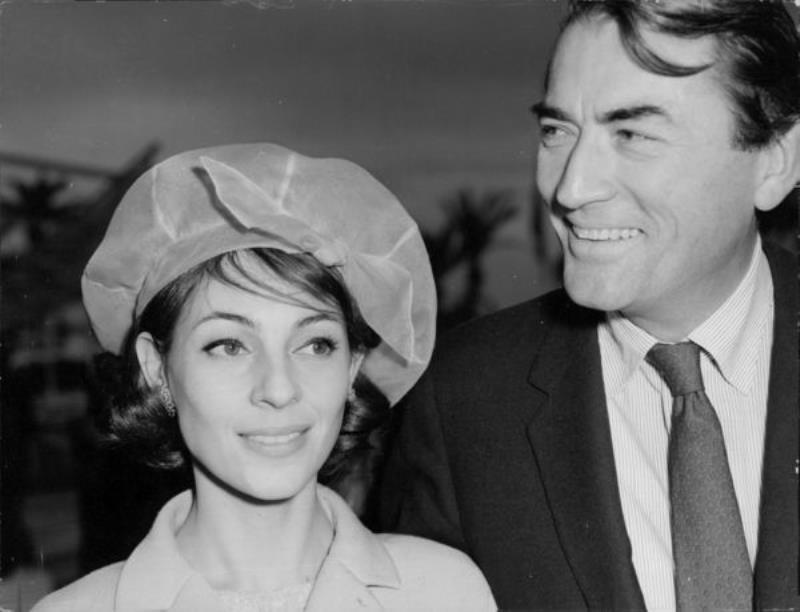
Peck s manželkou Veronique (1959)

Během prvního manželství měl Peck krátký milostný poměr s kolegyní z filmu Rozdvojená duše Ingrid Bergmanovou. V rozhovoru pro časopis People v roce 1987 se k tomuto poměru přiznal Bradu Darrachovi a řekl: „Jediné, co mohu říct, je, že jsem ji [Bergmanovou] opravdu miloval, a myslím, že tady bych se měl zastavit... Byl jsem mladý. Ona byla mladá. Týdny jsme se věnovali blízké a intenzivní práci.“
Na Silvestra roku 1955, den po definitivním rozvodu, se Peck oženil s Véronique Passaniovou (1932–2012), pařížskou reportérkou, která s ním v roce 1952 dělala rozhovor, než odjel do Itálie natáčet film Prázdniny v Římě. O šest měsíců později ji pozval na oběd a stali se nerozlučnými partnery. Měli spolu syna Anthonyho Pecka (nar. 1956) a dceru Cecilii Peckovou (nar. 1958). Manželé zůstali manželé až do smrti Gregoryho Pecka. Jeho syn Anthony je bývalým manželem supermodelky Cheryl Tiegs. Peck měl z obou manželství vnoučata. Jedním z jeho vnuků z prvního manželství je herec Ethan Peck.
Peck byl majitelem plnokrevných dostihových koní steeplechase. V roce 1963 skončil Owen's Sedge na sedmém místě v dostihu Grand National. Další z jeho koní, Different Class, závodil v roce 1968 ve Velké národní. Kůň byl favorizován, ale skončil třetí.
Peck byl římský katolík a jednou uvažoval o vstupu do kněžského stavu. Později v jeho kariéře se ho jeden novinář zeptal, zda je praktikujícím katolíkem. Peck odpověděl: „Jsem římský katolík. Nejsem fanatik, ale praktikuji dost na to, abych si udržel koncesi. Ne vždy souhlasím s papežem... Jsou otázky, které mě znepokojují, například potraty, antikoncepce, svěcení žen... a další.“ Jeho druhý sňatek uzavřel smírčí soudce, nikoli kněz, protože církev zakazuje uzavírat nové manželství, pokud bývalý manžel ještě žije, a první manželství nebylo zrušeno. Peck se významně podílel na získávání finančních prostředků pro misionářskou činnost svého přítele kněze (otce Alberta O'Hary) a spolu se svým synem Stephenem sloužil jako koproducent kazetové nahrávky Nového zákona.

## Smrt a odkaz

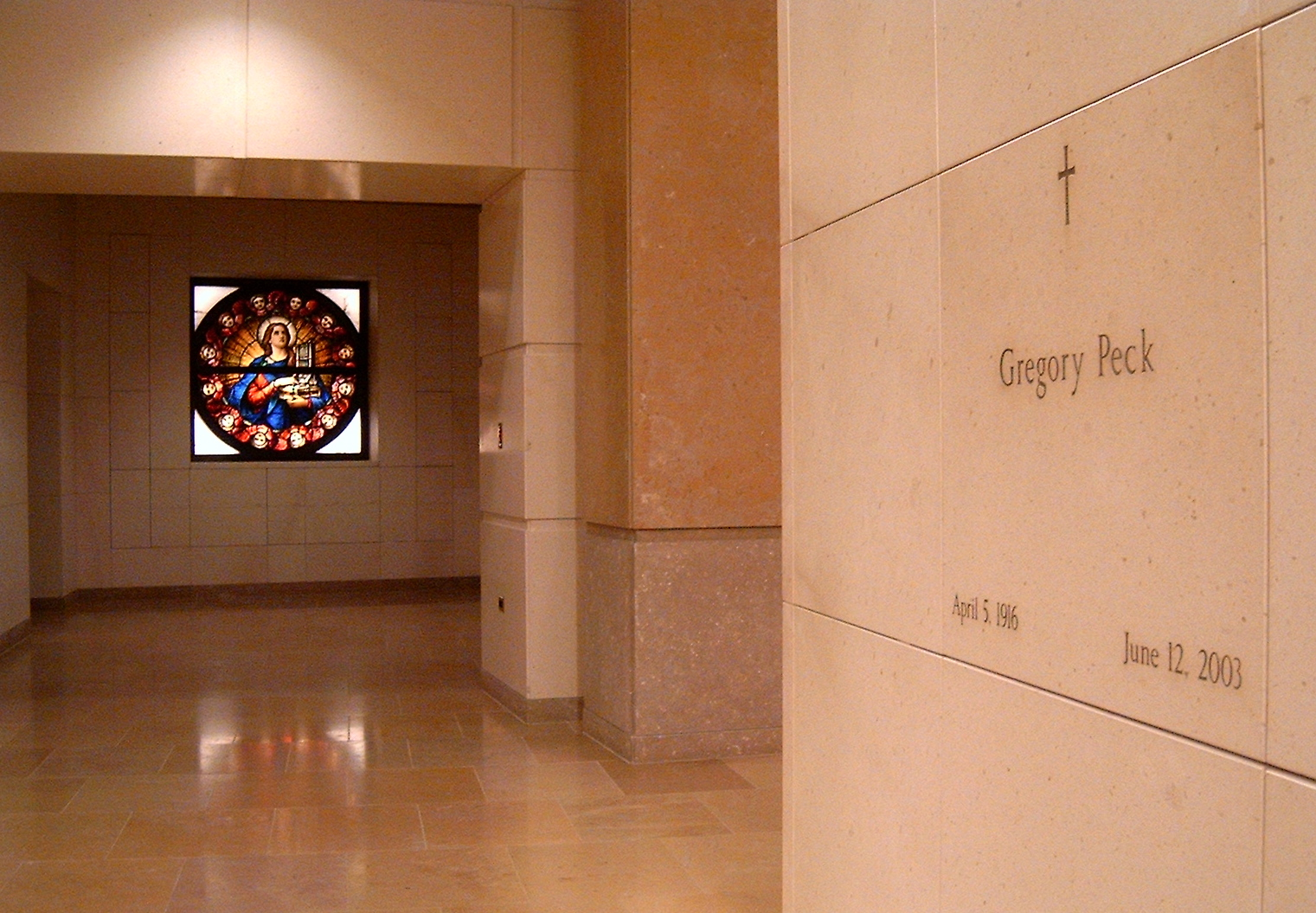
Peckova hrobka v katedrále Panny Marie Andělské

Peck zemřel 12. června 2003 ve spánku na bronchopneumonii ve věku 87 let ve svém domě v Los Angeles.
Gregory Peck je pohřben v mauzoleu katedrály Panny Marie Andělské v Los Angeles. Jeho smuteční řeč přečetl Brock Peters. Mezi celebritami, které se zúčastnily Peckova pohřbu, byli Lauren Bacallová, Sidney Poitier, Harry Belafonte, Shari Belafonteová, Harrison Ford, Calista Flockhartová, Mike Farrell, Shelley Fabaresová, Jimmy Smits, Louis Jourdan, Dyan Cannonová, Stephanie Zimbalistová, Michael York, Angie Dickinsonová, Larry Gelbart, Michael Jackson, Anjelica Hustonová, Lionel Richie, Louise Fletcherová, Tony Danza a Piper Laurieová.
V roce 2008 vytvořila rodina Peckových cenu Gregory Peck Award for Cinematic Excellence, aby uctila památku svého otce a ocenila celoživotní dílo některého z režisérů, producentů nebo herců. Původně byla udělována na Mezinárodním filmovém festivalu v jeho v irském Dingle, od roku 2014 je udělována na Mezinárodním filmovém festivalu v San Diegu, ve městě, kde se narodil a vyrůstal. Mezi oceněné patří Gabriel Byrne, Laura Dern, Alan Arkin, Annette Bening, Patrick Stewart a Laurence Fishburne.

## Herecké úspěchy a ocenění
Podle Amerického filmového institutu, Akademie filmového umění a věd a Hollywoodské asociace zahraničního tisku patří mezi Peckovy nejvýznamnější filmy Dny slávy (1944), The Keys of the Kingdom (1945), Rozdvojená duše (1945), The Yearling (1946), Džentlemanská dohoda (1947), Přímo nad hlavou (1949), Pistolník (1950), Sněhy Kilimandžára (1952), Prázdniny v Římě (1953)
- 1956 Bílá velryba
- 1957 Modní návrhářka
- 1958 Velká země
- 1958 Bravados (The Bravados) – role: Jim Douglass
- 1961 Děla z Navarone
- 1962 Mys hrůzy
- 1962 Jako zabít ptáčka (To Kill a Mockingbird) USA – role: Atticus Finch, ovdovělý otec
- 1966 Arabeska (Arabesque) USA – role: prof. David Pollock
- 1969 Mackennovo zlato
- 1976 Přichází Satan!
- 1989 Přistěhovalec

Mezi jeho televizní projekty patří Modrá a šedá (1982) Šarlatový a černý (1983) a Bílá velryba (minisérie 1998). Na divadelních prknech se Peck objevil ve hrách Gas Light v La Jolla Playhouse a The Will Rogers Follies v Palace Theatre. Among his television projects are The Blue and the Gray (1982) The Scarlet and The Black (1983) and Moby Dick (miniseries 1998). On stage, Peck appeared in Gas Light at the La Jolla Playhouse and The Will Rogers Follies at the Palace Theatre.

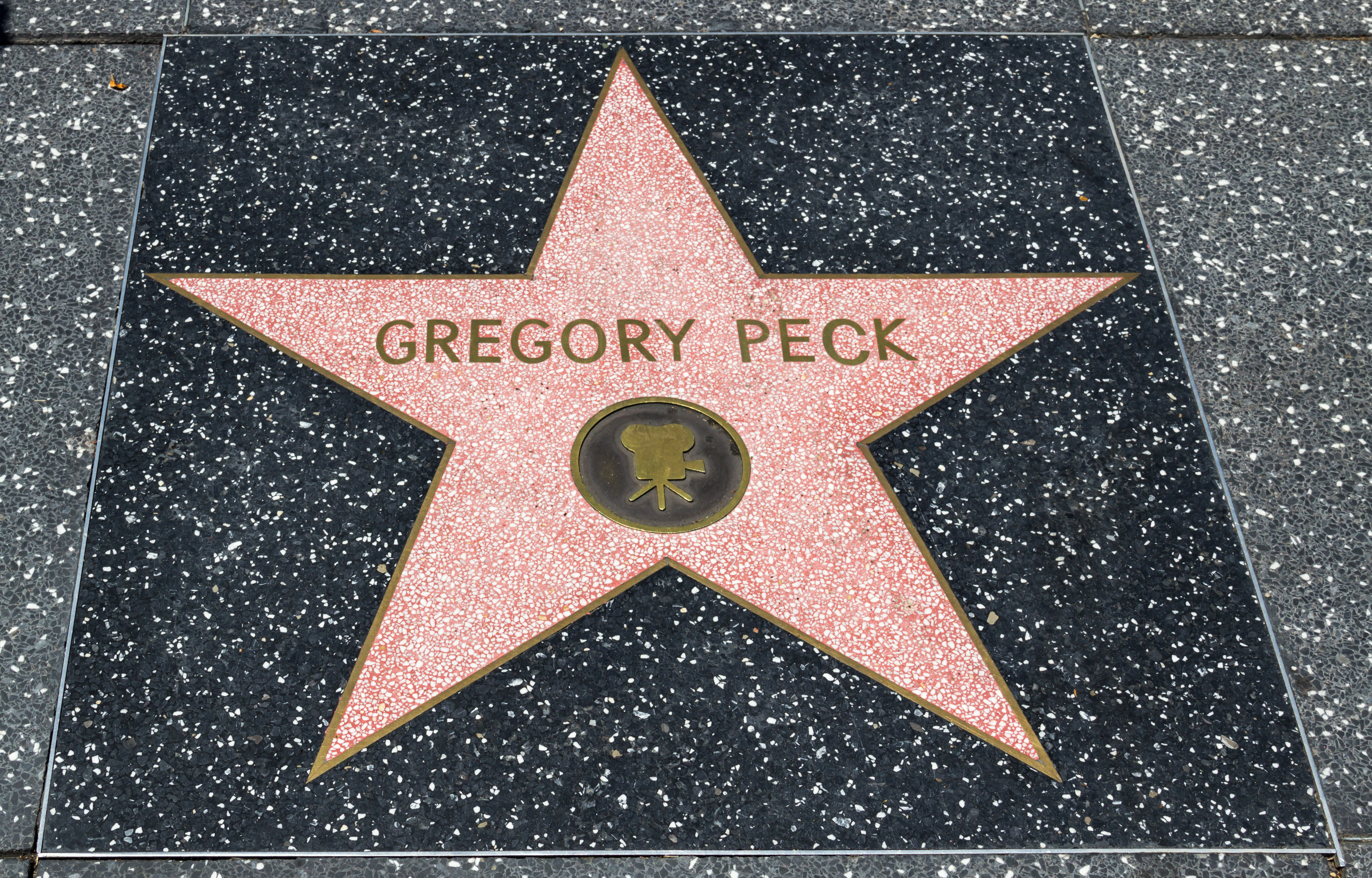
Peckova hvězda na Hollywoodském chodníku slávy

Peck získal celkem pět nominací na Oscara za filmy The Keys of the Kingdom (1945), The Yearling (1946), Džentlemanská dohoda (1947), Přímo nad hlavou (1949) a získal cenu za nejlepší mužský herecký výkon ve filmu Jako zabít ptáčka (1962). V roce 1967 obdržel Humanitární cenu Jeana Hersholta. Peck byl pětkrát nominován na Zlatý glóbus, oceněna byla jeho práce ve filmech The Yearling (1946), Jako zabít ptáčka (1962), Captain Newman, M.D. (1964), Generál MacArthur (1977), Hoši z Brazílie (1978) a Bílá velryba (minisérie 1998). Peck získal dvakrát Zlatý glóbus za nejlepší mužský herecký výkon a jednou Zlatý glóbus za nejlepší mužský herecký výkon ve vedlejší roli – seriál, minisérie nebo televizní film a v roce 1969 byl oceněn Cenou Cecila B. DeMilla.
V roce 1969 prezident Lyndon B. Johnson udělil Peckovi Prezidentskou medaili svobody, nejvyšší civilní vyznamenání v zemi. V roce 1998 obdržel Peck od prezidenta Billa Clintona Národní medaili za umění za přínos herectví. Během svého života byl také držitelem ceny AFI za celoživotní dílo, ceny Screen Actors Guild za celoživotní dílo a ceny Kennedy Center Honors. Za svůj přínos filmovému průmyslu má Gregory Peck hvězdu na Hollywoodském chodníku slávy na adrese 6100 Hollywood Boulevard. V listopadu 2005 byla hvězda ukradena a byla nahrazena novou.

## Archivy
V roce 1999 Peck věnoval svou osobní sbírku domácích filmů a kopií svých celovečerních filmů Filmovému archivu Akademie filmového umění a věd. Filmové materiály ve Filmovém archivu Akademie doplňují tištěné materiály v dokumentech Gregoryho Pecka v knihovně Margaret Herrickové.